# Taiwan unter japanischer Herrschaft

Siegel des Generalgouvernements Taiwan

Von 1895 bis 1945 war Taiwan eine der Kolonien des Japanischen Kaiserreichs. Die Expansion nach Taiwan war Teil der generellen japanischen Expansionspolitik in Richtung Süden während des späten 19. Jahrhunderts.
Die japanische Herrschaft in Taiwan wird als deutlich verschieden von jener in Korea oder anderen Teilen Asiens eingeordnet. Da Taiwan die erste japanische Kolonie war, wollten die Machthaber die Insel zu einer beispielhaften „Modellkolonie“ machen. Aus diesem Grund wurden große Anstrengungen unternommen, um Wirtschaft, Industrie, Infrastruktur und Kultur der Insel zu entwickeln. Allerdings hatte die japanische Herrschaft über Taiwan auch andere Seiten, etwa wurden taiwanische Frauen zur Prostitution als sogenannte Trostfrauen gezwungen.
Die Fehler des Kuomintang-Regimes nach dem Zweiten Weltkrieg führten zu einer gewissen Nostalgie bei den älteren Taiwanern, die beide Herrschaftsformen erlebten. Dies beeinträchtigte die Findung einer nationalen bzw. ethnischen Identität und verlangsamte den Übergang Taiwans in ein postkoloniales Zeitalter. Während die Japaner auf dem chinesischen Festland als rücksichtslose und brutale Invasoren des Japanisch-Chinesischen Krieges 1937–1945 in Erinnerung sind, die beispielsweise das Massaker von Nanking zu verantworten hatten, ist die Erinnerung an Japan bei den Taiwanern ambivalent. Mehr als 200.000 Taiwaner kämpften nach offiziellen Statistiken während des Zweiten Weltkrieges in der japanischen Armee. Der Übergang von der japanischen Herrschaft zur Herrschaft der Kuomintang, deren Führungskader fast ausschließlich vom chinesischen Festland stammten, wurde von vielen Taiwanern als der Wechsel von einer Fremdherrschaft zu einer anderen empfunden. Der verhältnismäßige Mangel von antijapanischen Gefühlen in der taiwanischen Gesellschaft wird von Überseechinesen und Festlandchinesen daher oft nicht verstanden.

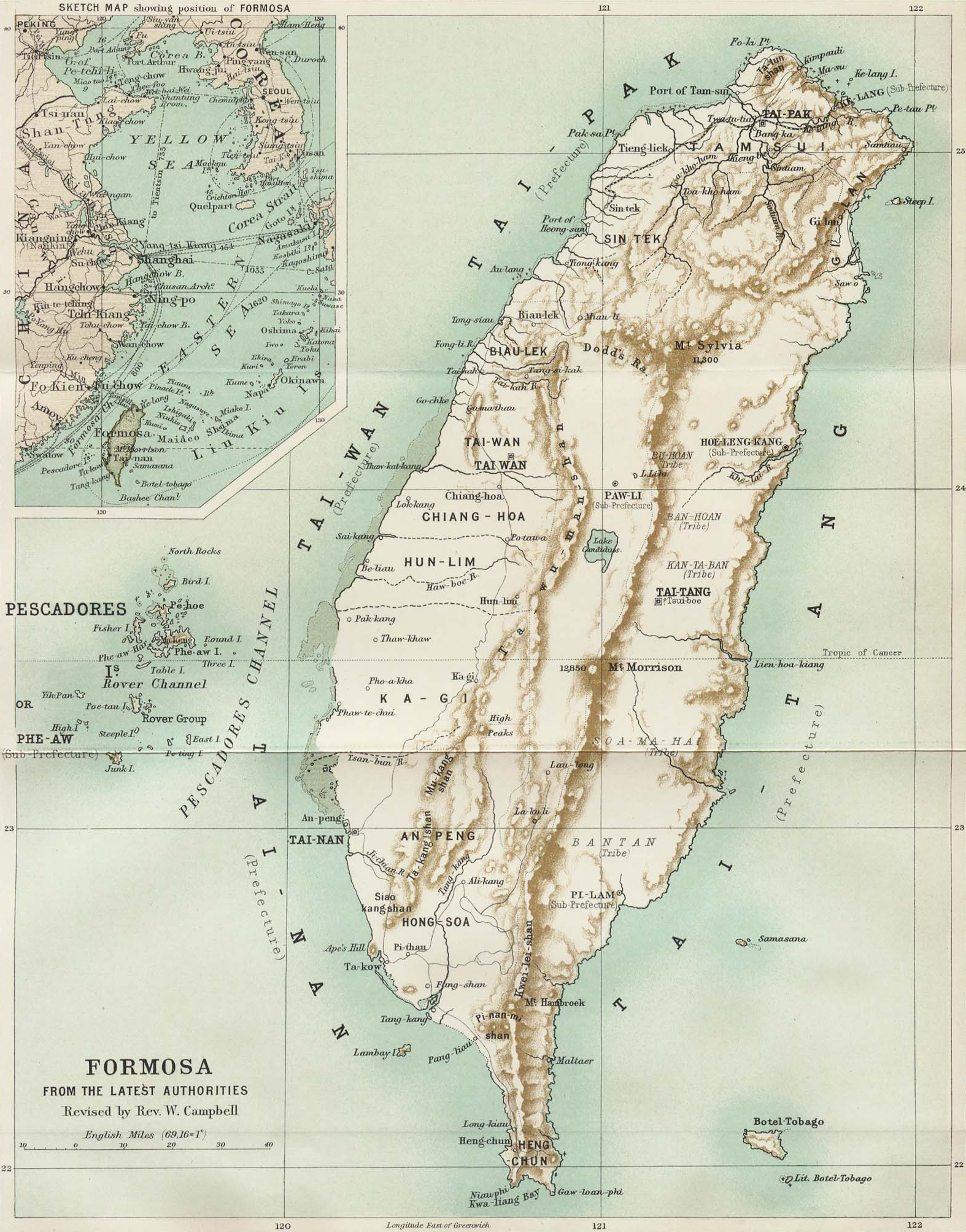
Englischsprachige Karte Taiwans aus dem Jahr 1896, ein Jahr nach der Annexion durch Japan

## Geschichte

### Hintergründe
Japanische Versuche, Taiwan (japanisch: 高砂国, Takasago Koku) unter Kontrolle zu bringen, datieren zurück bis aufs Jahr 1592, als Toyotomi Hideyoshi eine Politik südwärtsgerichteter Überseeexpansion initiierte. Mehrere Invasionen der Insel scheiterten, hauptsächlich wegen Krankheiten und dem bewaffneten Widerstand der einheimischen Bewohner. Im Jahre 1609 sandten die Tokugawa Haruno Arima auf eine Forschungsmission nach Taiwan. 1616 führte Murayama Toan eine weitere misslungene Invasion.
Im November 1871 war ein Schiff aus dem Königreich Ryūkyū mit 69 Einwohnern der Ryūkyū-Inseln an Bord durch starken Wind gezwungen, nahe dem südöstlichen Ende Taiwans zu landen. In der Folge entstand ein Konflikt mit dem lokalen Volk der Paiwan, wobei die meisten Japaner getötet wurden. Im Oktober 1872 forderte das Kaiserreich Japan eine Kompensation von der chinesischen Qing-Dynastie, wobei Ersteres behauptete, das Königreich Ryukyu sei ein Teil Japans. Im Mai 1873 brachten die japanischen Diplomaten in Peking ihre Forderungen vor. Die Qing-Dynastie wies diese umgehend zurück, dies mit der Begründung, dass das Königreich Ryukyu zu diesem Zeitpunkt ein unabhängiger Staat gewesen sei und mit Japan nichts zu tun habe. Die Japaner reisten noch immer nicht ab und fragten, ob die chinesische Regierung die „Barbaren in Taiwan“ bestrafen würde. Die Qing-Regierung erklärte, dass es auf Taiwan zwei Arten von indigener Bevölkerung gebe, nämlich die direkt von den Qing regierten und die „rohen Barbaren… jenseits der Reichweite der chinesischen Kultur. Diese können nicht direkt gelenkt werden.“ Indirekt wies sie damit darauf hin, dass Ausländer, die in von indigenen Völkern besiedelte Gebiete reisten, besondere Vorsicht walten lassen mussten. Die Qing-Dynastie machte den Japanern klar, dass sich Taiwan auf jeden Fall innerhalb der Qing-Jurisdiktion befände, eingeschlossen die Teile der Insel, deren einheimische Bevölkerung noch nicht unter dem Einfluss der chinesischen Kultur ständen. Die Qing wiesen auch auf ähnliche Fälle überall auf der Welt hin, bei denen die indigene Bevölkerung innerhalb einer Staatsgrenze nicht unter dem Einfluss der dominanten Kultur dieses Staates stände.
Dennoch entsandten die Japaner im April 1874 ein Expeditionskommando von 3000 Soldaten nach Taiwan. Im Mai 1874 entsandten die Qing Truppen, um ihre Position auf der Insel zu stützen. Am Ende des Jahres beschloss die Regierung Japans, die Truppen zurückzuziehen, nachdem sie eingesehen hatte, dass sie für einen Krieg mit China noch nicht bereit war. Die Zahl der Todesopfer bei den Paiwan lag bei etwa 30, während die Japaner 543 Mann verloren, von denen nur 12 im Gefecht fielen – der Rest starb an Krankheiten.

### Abtretung Taiwans (1895)

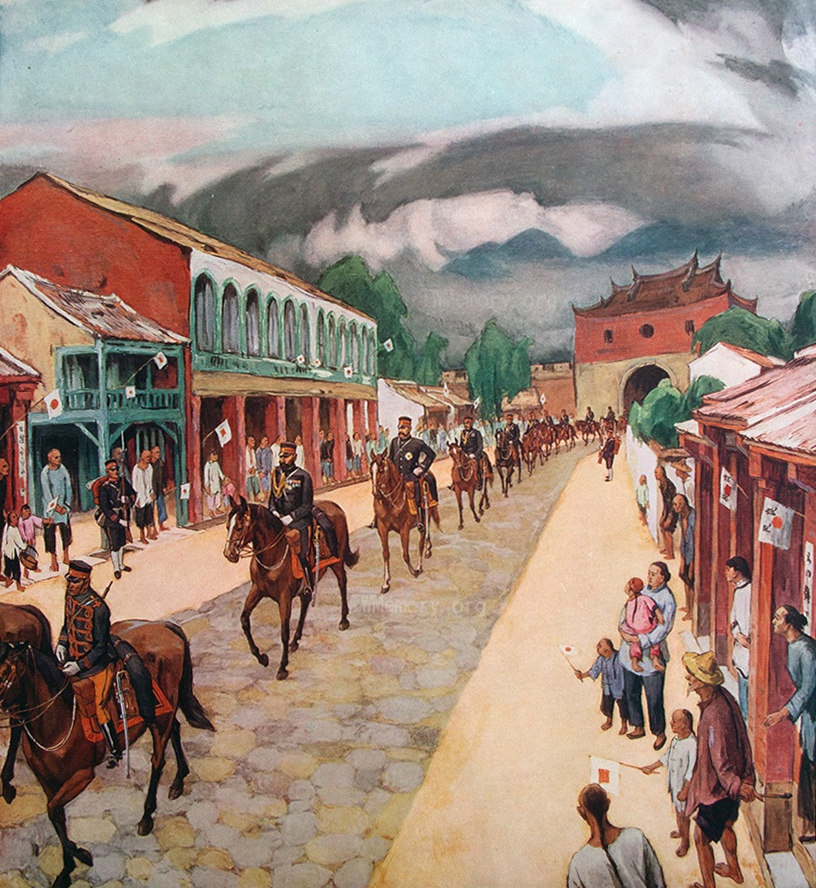
Japanische Soldaten marschieren 1895 in Taipeh ein

In den Neunzigerjahren des 19. Jahrhunderts wurden etwa 45 Prozent Taiwans von China verwaltet, während die übrigen, dünn bevölkerten Gebiete unter Kontrolle der ursprünglichen Bevölkerung standen. Im Jahre 1894 brach nach einem Streit über die Unabhängigkeit Koreas der Erste Japanisch-Chinesische Krieg aus. Nach seiner Niederlage trat China im Vertrag von Shimonoseki (17. April 1895) Taiwan und die Pescadoren-Inseln an Japan ab. Laut den Bedingungen des Vertrages fielen diese Gebiete dauerhaft an Japan. Beide Regierungen mussten unmittelbar nach der Unterzeichnung des Vertrages Bevollmächtigte nach Taiwan senden, um den Übergabeprozess einzuleiten, der bereits nach zwei Monaten abgeschlossen war. Die von Japan diktierten Bedingungen waren hart für China, dennoch verbreitete sich im 20. Jahrhundert eine Sichtweise, nach der der Qing-Hof Taiwan geringgeschätzt und leichten Herzens abgetreten habe. Die oft zitierte, dem führenden chinesischen Staatsmann und Unterhändler in Shimonoseki Li Hongzhang zugeschriebene Aussage „Auf der Insel Taiwan singen keine Vögel und die Blumen sind nicht wohlriechend. Die Männer und Frauen sind weder gehorsam noch leidenschaftlich“, mit der er die Kaiserinwitwe Cixi zu besänftigen versucht haben soll, ist jedoch unbelegt. Als die neue japanische Kolonialregierung in Taiwan ankam, gab sie den Einwohnern zwei Jahre Zeit, um ihren neuen Status als japanische Untertanen anzuerkennen oder die Insel zu verlassen.

### Frühe Jahre (1895–1915)

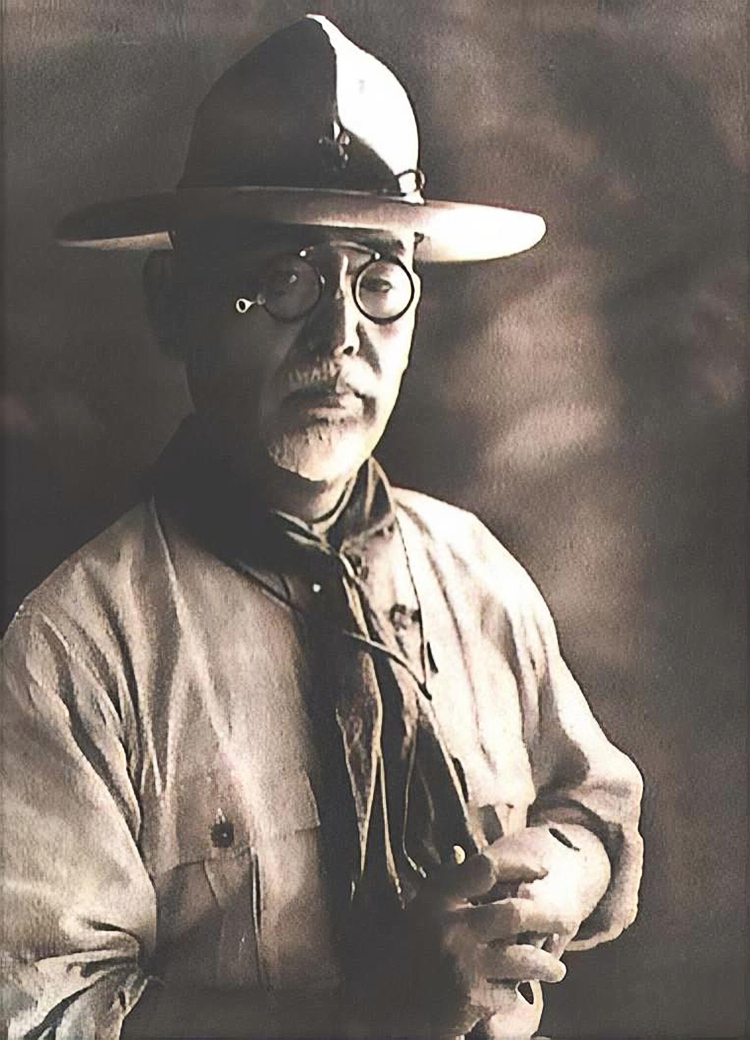
Gotō Shimpei

Die „frühen Jahre“ der japanischen Verwaltung bezeichnet gewöhnlich die Periode zwischen der ersten Landung japanischer Truppen im Mai 1895 in der japanischen Invasion Taiwans und dem Tapani-Vorfall von 1915, der den Höhepunkt des bewaffneten Widerstands markierte. In dieser Zeit war der Widerstand aus dem Volk gegen die japanische Herrschaft stark und die Welt fragte sich, ob eine nicht-westliche Nation wie Japan eine Kolonie alleine wirksam führen konnte. 1897 wurde im Japanischen Parlament debattiert, ob man Taiwan an Frankreich verkaufen sollte. Während dieser Jahre wurde der Posten des Generalgouverneurs von einem General bekleidet, als der Schwerpunkt der Politik auf der Unterdrückung des Widerstands lag.
1898 ernannte der Meiji-Tennō den Grafen Kodama Gentarō zum vierten Generalgouverneur, wobei der talentierte Gotō Shimpei als Direktor des Amts für Innere Angelegenheiten (Zivilgouverneur) diente, der das Prinzip von Zuckerbrot und Peitsche anwandte.
Dies markierte den Beginn der Kolonialregierung (offiziell als Amt des Generalgouverneurs), die dem japanischen Recht unterlag.
Die japanischen Einstellungen gegenüber dem kolonialen Taiwan können grob in zwei Sichtweisen unterteilt werden. Die erstere, von Gotō unterstützte, besagte, dass die Ureinwohner nach „biologischen Prinzipien“ (生物学の原則 ikimonogaku no gensoku) nicht vollkommen assimiliert werden könnten und entsprechend anders zu regieren seien. Laut dieser Theorie hätten die Japaner dem britischen Ansatz folgen müssen, und Taiwan würde niemals gleich geführt werden wie die japanischen Inseln, sondern einen völlig neuen Gesetzeskatalog erhalten. Die vom späteren Premierminister Hara Takashi unterstützte andere Sicht war, dass Taiwaner und Koreaner den Japanern ähnlich genug wären, um vollständig in die japanische Gesellschaft aufgenommen zu werden und es deshalb nur recht und billig sei, in den Kolonien dasselbe Rechts- und Regierungssystem wie in Japan selbst zu installieren.
Die japanische Kolonialpolitik in Taiwan folgte größtenteils der von Gotō unterstützen Idee. In dieser Zeit war die Kolonialregierung autorisiert, spezielle Gesetze und Dekrete zu verabschieden, während sie auch die komplette Exekutive, Legislative und militärische Gewalt kontrollierte. Mit dieser absoluten Macht handelte die Regierung, um die soziale Stabilität aufrechtzuerhalten, während abweichende Meinungen unterdrückt wurden.
Eines der brennendsten Probleme der Zeit war die verbreitete Opium-Sucht. Gotō empfahl ein „schleichendes“ Opium-Verbot, wobei die Abgabe zunächst nur durch lizenzierte Händler erfolgen sollte. Gleichzeitig wurden mit lukrativen Lizenzen japantreue Angehörige der lokalen Oberschicht belohnt, die dabei halfen, dem einheimischen Widerstand in Gestalt der Taiwan Yiminjun die Grundlage zu nehmen. Diese Politik war in beider Hinsicht erfolgreich. Die Zahl der (erfassten) Süchtigen fiel von 169.000 im Jahr 1900 auf etwa 62.000 bis 1917 und stand 1928 bei 26.000.

### Dōka: „Integration“ (1915–1937)

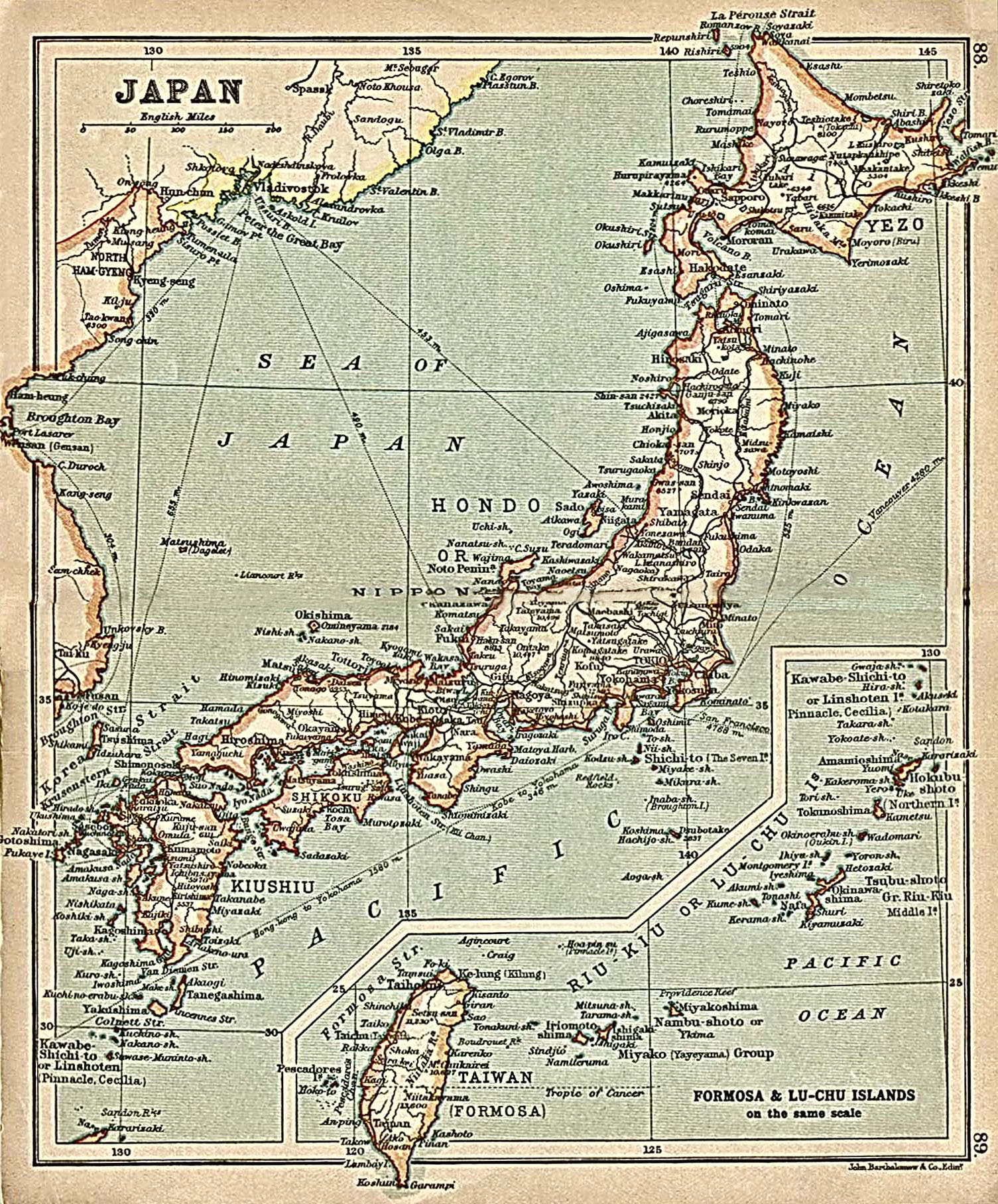
Eine Japan-Karte von 1911, die Taiwan einschließt

Die zweite Periode der japanischen Herrschaft ist generell zwischen dem Ende des Tapani-Zwischenfalls von 1915 und dem Zwischenfall an der Marco-Polo-Brücke von 1937 eingeordnet, mit dem Japans Involvierung in den späteren Zweiten Weltkrieg begann. Ereignisse von weltweiter Tragkraft in dieser Phase, etwa der Erste Weltkrieg änderten die Sichtweise des Kolonialismus in der westlichen Welt drastisch und führten zu wachsendem Nationalismus und Wunsch nach Selbstbestimmung in den Kolonien selbst. Daraus resultierte, dass Kolonialregierungen überall auf der Welt begannen, den Einwohnern ihrer Kolonien größere Zugeständnisse zu machen; die Kolonialregierungen wurden allmählich liberalisiert.
Auch in Japan veränderte sich das politische Klima in diesen Jahren. In der Mitte des ersten Jahrzehnts des 20. Jahrhunderts, der Taishō-Zeit, hatte sich die japanische Regierung schrittweise demokratisiert (Taishō-Demokratie); die Macht wurde im gewählten Parlament konzentriert. 1919 wurde Den Kenjirō als erster ziviler Generalgouverneur von Taiwan eingesetzt. Vor seiner Abreise nach Taiwan beriet er sich mit Premierminister Hara Takashi, woraufhin beide Männer darin übereinstimmten, eine Politik der Dōka (同化,  Tónghùa – „Assimilation“) einzuschlagen, wobei Taiwan als Ableger der urjapanischen Inseln gesehen wurde. Taiwaner sollten eine Erziehung erhalten, um ihre Rolle und Verantwortungen als japanische Untertanen zu verstehen. Diese neue Politik wurde im Oktober 1919 offiziell angekündigt.
Diese Politik der Anpassung wurde vom Generalgouvernement für die nächsten zwanzig Jahre fortgeführt. In der Folge wurden Lokalregierungen und ein gewähltes Beratungskomitee eingerichtet, wobei Letzteres auch Einheimische einschloss, wenn auch nur in beratender Funktion. Auch wurde ein öffentliches Schulsystem aufgebaut. Die Prügelstrafe wurde als kriminelle Bestrafung verboten und der Gebrauch der Japanischen Sprache wurde belohnt. Dies stach deutlich von den Anstrengungen ab, die vorhergehende Verwaltungen in Bezug auf lokale Angelegenheiten unternommen hatten, als die einzigen Interessen der Regierung „Eisenbahnen, Impfung und Leitungswasser“ waren.

### Kōminka: „Untertanen des Kaisers“ (1937–1945)

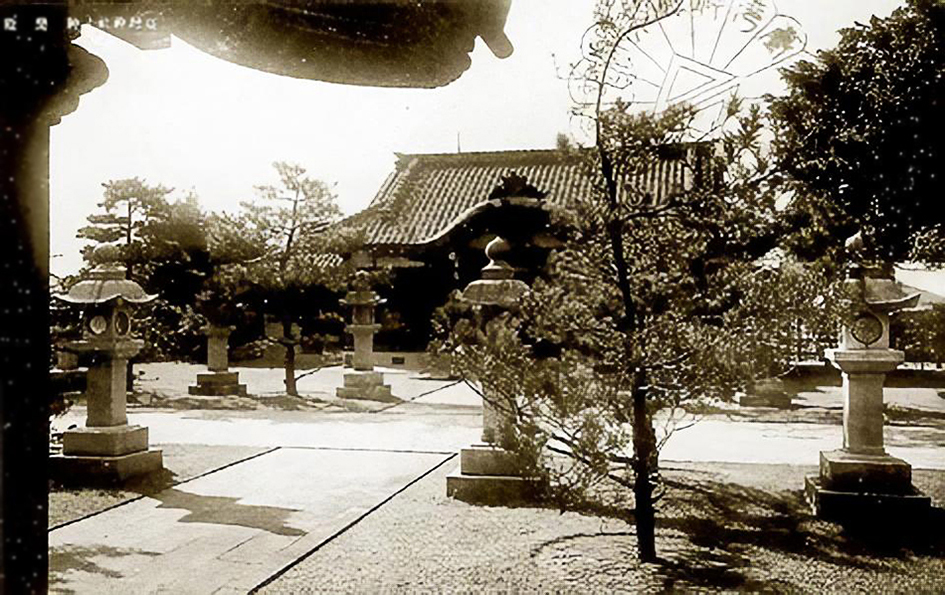
Der Große Schrein von Taiwan, der 1901 in Taipeh gebaut wurde

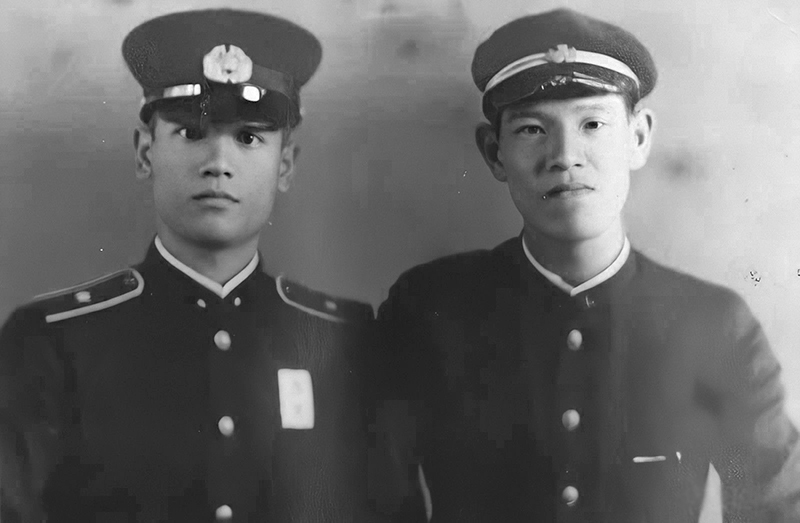
Der spätere Präsident der Republik China auf Taiwan, Lee Teng-hui (rechts) mit seinem Bruder während des Krieges als Dienstverpflichtete in japanischen Uniformen. Lees Bruder fiel als japanischer Soldat auf den Philippinen.

Die letzte Periode des japanischen Regimes in Taiwan begann mit dem Ausbruch des Zweiten Japanisch-Chinesischen Kriegs im Jahre 1937 und endete zugleich mit dem Zweiten Weltkrieg 1945. Mit dem Aufstieg des Militarismus in Japan in der zweiten Hälfte der 1930er Jahre wurde das Amt des Generalgouverneurs erneut von Militärangehörigen besetzt und Japan begann, taiwanische Ressourcen auszunutzen, um sie im Krieg zu gebrauchen. Dazu war die Kooperation der Taiwaner entscheidend und die Taiwaner mussten vollständig angepasste Mitglieder der japanischen Gesellschaft sein. Daraus resultierte das Verbot von sozialen Bewegungen und die Kolonialregierung widmete ihre gesamten Anstrengungen der „Kōminka-Bewegung“ (皇民化運動, kōminka undō, „Japanisierungsbewegung“), die auf eine vollständig japanisierte taiwanische Gesellschaft abzielte. Zwischen 1936 und 1940 versuchte die Kōminka-Bewegung, einen „japanischen Geist“ (Yamato-damashii) und eine japanische Identität im Volk aufzubauen. Später (1941 bis 1945) lag der Schwerpunkt auf der Anwerbung von Taiwanern für den Kriegseinsatz auf japanischer Seite.
Als Teil der Bewegung begann die Kolonialregierung, die Einheimischen verstärkt zum Sprechen der japanischen Sprache, dem Tragen japanischer Kleidung, dem Wohnen in japanisch gebauten Häusern und der Konversion zum Shintō zu motivieren. 1940 wurden Gesetze verabschiedet, die die Annahme von japanischen Namen empfahlen. Mit der Ausdehnung des Pazifikkriegs begann die Regierung 1942, Taiwaner zum freiwilligen Einsatz in der Kaiserlich Japanischen Armee oder in der Kaiserlich Japanischen Marine zu ermutigen und ordnete schließlich 1945 eine großangelegte Aushebung an. In der Zwischenzeit waren Gesetze verabschiedet worden, die Taiwanern die Mitgliedschaft im japanischen Parlament ermöglichten, was theoretisch einem Taiwaner ermöglicht hätte, Premierminister Japans zu werden.
Der Krieg fügte Taiwan schwere Verluste zu: Einerseits fielen viele junge Taiwaner, während sie in der japanischen Armee dienten, andererseits hatte der Krieg schwere Folgen für die Wirtschaft, vor allem durch alliierte Bombenangriffe. Bei Kriegsende 1945 war die industrielle Produktion auf 33 % der Menge von 1937 und die landwirtschaftliche Produktion auf 49 % der Menge von 1937 gesunken. Die Kohlenproduktion sank von 200.000 Tonnen auf 15.000 Tonnen.

### Rückgabe
Siehe auch: Kapitulation Japans, Taiwan-Konflikt
Mit dem Ende des Zweiten Weltkriegs wurde Taiwan von der United Nations Relief and Rehabilitation Administration (UNRRA) nach fünfzig Jahren der japanischen Kolonialherrschaft unter die Verwaltung der Republik China gestellt. Chen Yi, der von der Republik China zum Statthalter von Taiwan ernannt worden war, kam am 24. Oktober 1945 an und empfing den letzten japanischen Generalgouverneur, Andō Rikichi, der die Kapitulationsurkunde am Folgetag unterzeichnete, der von Chen zum „Rückabtretungstag“ ausgerufen wurde. Dies erwies sich rechtlich als strittig, da Japan erst 1952 auf die Herrschaft über Taiwan verzichtete, was den politischen Status Taiwans weiter verkomplizierte. Daraus resultierte, dass der Ausdruck „Rückgabe von Taiwan“ (台灣光復,  Táiwān guāngfù – „Taiwans Rückgewinnung, Taiwans Rückholung“) im modernen Taiwan kaum gebraucht wird.

#### Hintergrund
Auf der Konferenz von Kairo von 1943 veröffentlichten die Alliierten eine nicht verpflichtende Äußerung, in der es hieß, dass Taiwan nach Kriegsende wieder an China fallen solle. Im April 1944 richtete die Regierung der Republik China in der Ausweichhauptstadt Chongqing ein Untersuchungskomitee für Taiwan (台灣調查委員會,  Táiwān diàochá wěiyuánhuì) ein, dessen Leiter Chen Yi war. Kurz darauf berichtete das Komitee Chiang Kai-shek über die Ergebnisse der Nachforschungen über Wirtschaft, Politik, Gesellschaft und militärische Bedeutung der Insel.
Nach dem Krieg waren die Meinungen in der chinesischen Regierung gespalten, wie man mit dem neuen Gebiet verfahren sollte. Eine Fraktion unterstützte die Idee, Taiwan genau wie alle anderen chinesischen, während des Zweiten Weltkriegs von Japan besetzten Gebiete zu verwalten und eine Provinz Taiwan einzurichten; die andere Seite war der Meinung, man solle aus Taiwan eine Spezialverwaltungszone mit speziellen Militär- und Polizeikräften machen. Am Ende entschied sich Chiang Kai-shek, nach der von Chen Yi vorgebrachten Idee zu handeln und ein 2000 Mann starke „Provinzverwaltung Taiwans“ (台灣省行政長官公署,  Táiwān-shěng xíngzhèng zhǎngguān gōngshǔ) zu gründen, um die Übergabe zu regeln.
Japan ergab sich den Alliierten formell am 14. August 1945. Am 29. August 1945 gab Chiang Kai-shek per 1. September die Gründung des Taiwanischen Garnisonskommando und der Provinzverwaltung der Provinz Taiwan bekannt und machte Chen Yi zum Leiter beider Einheiten. Nach einigen Tagen der Vorbereitung traf zwischen dem 5. und 24. Oktober eine besser ausgerüstete Delegation mit Mitgliedern aus Shanghai und Chongqing ein. Die vollständige Souveränität über Taiwan gab Japan jedoch erst 1952 auf, im Friedensvertrag von San Francisco. Darin gab es die Souveränität über Taiwan und die Pescadoren auf, benannte jedoch keinen Empfänger für die Souveränität; der rechtliche Status Taiwans ist bis heute ungeklärt und spiegelt sich im Taiwan-Konflikt wider.
Später schloss Japan mit der Republik China den Vertrag von Taipeh, welcher die Übertragung der Souveränität auf die Republik China zum Ziel hatte. Da er aber nach dem Friedensvertrag von San Francisco abgeschlossen wurde, hatte Japan die Souveränität über Taiwan schon nicht mehr inne.

#### Übergabe
Die förmliche Übergabe der Insel fand am Morgen des 25. Oktobers 1945 in der Stadthalle von Taipeh statt, der heutigen Zhongshan-Halle. Der Generalgouverneur von Taiwan übergab die Insel Chen Yi als Vertreter der alliierten Truppen in Südostasien.
In der Republik China wird des Datums mit dem Taiwan-Rückgabe-Tag gedacht.

## Das Amt des Generalgouverneurs

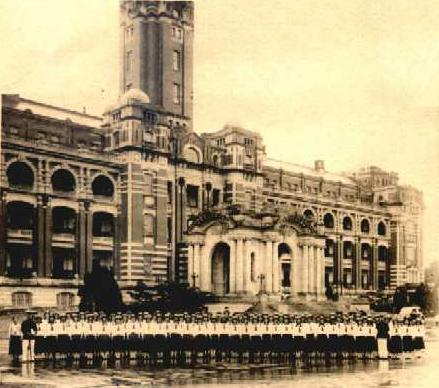
Oberschülerinnen vor dem Palast des Generalgouverneurs, 1937

Als höchste koloniale Amtsgewalt in Taiwan fungierte während der japanischen Herrschaft das Amt des Generalgouverneurs von Taiwan (traditionell: 臺灣總督府/modern: 台湾総督府, Taiwan sōtokufu), das vom Generalgouverneur geleitet wurde, der von Tokio aus ernannt wurde. Die Macht war stark zentralisiert, da der Generalgouverneur die oberste Exekutiv-, Legislativ- und Judikativgewalt innehatte, was den Gouverneur effektiv zu einem Diktator machte.

### Entwicklung
In seiner frühesten Form hatte das Amt des Generalgouverneurs drei Abteilungen: Innenpolitik, Armee und Marine. Das Amt für Innenpolitik war weiter aufgeteilt in Innere Angelegenheiten, Landwirtschaft, Finanzen und Erziehung. Die Ämter für Armee und Marine wurden 1896 zu einem einzelnen Amt für militärische Angelegenheiten zusammengeschlossen. Durch weitere Reformen von 1898, 1901 und 1919 erhielt das Amt für Innenpolitik drei weitere Ämter: Allgemeine Angelegenheiten, Rechtsprechung und Kommunikation. Diese Anordnung hatte Bestand bis zum Ende der japanischen Herrschaft.

### Generalgouverneure
Während der ganzen japanischen Kolonialperiode in Taiwan blieb das Amt des Generalgouverneurs de facto die zentrale Amtsgewalt in Taiwan. Formulierung und Entwicklung der Politik war vor allem die Aufgabe der zentralen oder lokalen Bürokratie.
In den 50 Jahren japanischer Herrschaft von 1895 bis 1945 entsandte Tokio neunzehn Generalgouverneure nach Taiwan. Im Durchschnitt diente ein Generalgouverneur etwa zweieinhalb Jahre. Die ganze Kolonialperiode kann weiter nach dem Hintergrund des Gouverneurs in drei Perioden aufgeteilt werden: Die frühere Militärperiode, die zivile Periode und die spätere Militärperiode.
Die Generalgouverneure der früheren Militärperiode waren Kabayama Sukenori, Katsura Tarō, Nogi Maresuke, Kodama Gentarō, Sakuma Samata, Ando Sadami und Akashi Motojirō. Zwei von ihnen, Nogi Maresuke und Kodama Gentarō, wurden später im Russisch-Japanischen Krieg berühmt. Es ist allgemein anerkannt, dass Andō Sadami und Akashi Motojirō während ihrer Amtszeiten am meisten für die Interessen der Taiwaner getan haben; Akashi Motojirō wünschte in seinem Testament sogar, in Taiwan begraben zu werden.
Die zivile Periode trat etwa zur gleichen Zeit auf wie die demokratische Taishō-Zeit (Taishō-Demokratie) in Japan. Generalgouverneure aus diesen Jahren wurden meist vom japanischen Parlament nominiert – sie hießen Den Kenjirō, Uchida Kakichi, Izawa Takio, Kamiyama Mitsunoshin, Kawamura Takeji, Ishizuka Eizō, Ōta Masahiro, Minami Hiroshi und Nakagawa Kenzō. Während ihrer Amtszeiten widmete das Gouverneursamt den Großteil seiner Ressourcen der ökonomischen und sozialen Entwicklung anstatt militärischer Unterdrückung.
Die Generalgouverneure der späteren Militärperiode richteten den Fokus vor allem auf die Unterstützung der japanischen Kriegsanstrengungen. Die Gouverneure dieser Zeit hießen Kobayashi Seizo, Hasegawa Kiyoshi und Ando Rikichi.

### Direktor des Amts für Innere Angelegenheiten
Der Direktor des Amts für Innere Angelegenheiten führte die Kolonialpolitik in Taiwan direkt aus und war damit das zweitmächtigste Individuum innerhalb des Amtes des Generalgouverneurs.

### Verwaltungseinheiten
Neben dem Generalgouverneur und dem Direktor des Amts für Innere Angelegenheiten bestand das Gouverneursamt aus einer strikt hierarchischen Bürokratie, die Abteilungen für Strafverfolgung, Landwirtschaft, Finanzen, Erziehung, Bergbau, äußere Angelegenheiten und gerichtliche Angelegenheiten umschloss. Andere Regierungskörperschaften waren Gerichtshöfe, Strafvollzug, Waisenhäuser, Polizei-Akademien, Transport, Hafenbehörden, Monopolamt, Schulen, eine Landwirtschafts- und Forstforschungsstation und die Kaiserliche Universität Taihoku, heute Nationaluniversität Taiwan.
Taiwan war für die Lokalverwaltung in Präfekturen geteilt. Diese Präfekturen wurden nach 1945 zur Basis der Verwaltungsgliederung der Republik China auf Taiwan. Ab 1926 waren die folgenden Präfekturen eingerichtet:
| Name der Präfektur | Name der Präfektur | Name der Präfektur | Fläche [km²] (1941) | Bevölkerung (1941) | Moderne Verwaltungseinheit                            |
| Rōmaji             | Kanji              | Kana               | Fläche [km²] (1941) | Bevölkerung (1941) | Moderne Verwaltungseinheit                            |
| ------------------ | ------------------ | ------------------ | ------------------- | ------------------ | ----------------------------------------------------- |
| Taihoku            | 臺北州/台北州      | たいほくしゅう     | 4.594               | 1.140.530          | Taipeh, Neu-Taipeh, Landkreis Yilan, Keelung          |
| Shinchiku          | 新竹州             | しんちくしゅう     | 4.570               | 783.416            | Taoyuan, Hsinchu, Landkreis Hsinchu, Landkreis Miaoli |
| Taichū             | 臺中州/台中州      | たいちゅうしゅう   | 7.382               | 1.303.709          | Taichung, Landkreis Changhua, Landkreis Nantou        |
| Tainan             | 臺南州/台南州      | たいなんしゅう     | 5.421               | 1.487.999          | Tainan, Chiayi, Landkreis Chiayi, Landkreis Yunlin    |
| Takao              | 高雄州             | たかおしゅう       | 5.722               | 857.214            | Kaohsiung, Landkreis Pingtung                         |
| Taitō              | 臺東廳/台東庁      | たいとうちょう     | 3.515               | 86.852             | Landkreis Taitung                                     |
| Karenkō            | 花蓮港廳/花蓮港庁  | かれんこうちょう   | 4.629               | 147.744            | Landkreis Hualien                                     |
| Hōko               | 澎湖廳/澎湖庁      | ほうこちょう       | 127                 | 64.620             | Landkreis Penghu                                      |

## Bewaffneter Widerstand
Xincheng-Zwischenfall (1896) – Hitome-no-seki-Zwischenfall (1902) – Shimaigahara-Zwischenfall (1903) – Wili-Zwischenfall (1906) – Beipu-Aufstand (1907) – Truku-Krieg (1914) – Kosempo-Zwischenfall (1915) – Tapani-Zwischenfall (1915) – Dahun-Zwischenfall (1915–1933) – Wushe-Zwischenfall (1930) – Kobayashi-Zwischenfall (1937)
Der größte Teil des bewaffneten Widerstand gegen die japanische Herrschaft trat während der ersten zwanzig Jahre der Kolonialperiode auf. Diese Periode des Widerstandes wird für gewöhnlich in drei Phasen geteilt: Die Verteidigung der Republik Formosa, Guerillakrieg nach dem Fall der Republik und schlussendlich die Phase zwischen dem Beipu-Aufstand von 1907 und dem Tapani-Zwischenfall von 1915. Später wurde der bewaffnete Widerstand weitgehend durch friedliche Formen von kulturellem und politischem Aktivismus ersetzt; die erwähnenswerteste Ausnahme ist der Wushe-Zwischenfall.

### Die Republik Formosa

Die Flagge der Republik Formosa von 1895

Die Entscheidung der Qing-Regierung, Taiwan nach der chinesischen Niederlage gegen Japan mit dem Vertrag von Shimonoseki an Letzteres abzugeben, verursachte einen massiven Widerstand auf der Insel. Am 24. Mai 1895 wurde eine englische Übersetzung der Unabhängigkeitserklärung an alle Botschaften auf der Insel überstellt, um den Beistand westlicher Mächte einzufordern; am folgenden Tag wurde die Republik ausgerufen: Eine Gruppe von qingtreuen Beamten und lokalen Würdenträgern proklamierte die Unabhängigkeit von China und eine neue Republik Formosa, deren Ziel es war, Taiwan unter der Kontrolle der Qing zu halten; der damalige Qing-Gouverneur Tang Jingsong wurde gegen seinen Willen als erster Präsident eingesetzt. Am 29. Mai landeten in Keelung japanische Truppen, die Stadt war am 3. Juni erobert. Am Folgetag flohen Präsident Tang und sein Vizepräsident Qiu Fengjia nach China. Ende Juni versammelten sich die verbliebenen Befürworter der Republik in Tainan und wählten Liu Yongfu zum zweiten Präsidenten. Nach Scharmützeln zwischen japanischen und republikanischen Kräften eroberten die Japaner Tainan Ende Oktober. Kurz darauf floh Präsident Liu nach China. Obwohl noch verteidigungsbereite Truppen in Südtaiwan standen, musste man am 21. Oktober kapitulieren und die Geschichte der Republik war nach 184 Tagen beendet.

### Guerillakrieg
Infolge des Kollapses der Republik Formosa meldete Generalgouverneur Kabayama Sukenori nach Tokio, dass die Insel gesichert sei, und begann, die Verwaltung aufzubauen. Dennoch traten im Dezember 1895 mehrere anti-japanische Aufstände im nördlichen Taiwan auf. Die Erhebungen setzten sich fort, dies mit einer Frequenz von etwa einem pro Monat. Bis 1902 jedoch war der größte Teil der anti-japanischen Aktivitäten unter der taiwanischen Bevölkerung erloschen, 14.000 Taiwaner (0,5 % der Bevölkerung) waren getötet worden. Bis zum Beipu-Aufstand 1907 blieb Taiwan relativ ruhig. Der Grund für diese fünf Jahre dauernde Ruhepause ist vermutlich die zwiespältige Politik des Generalgouverneurs, die sich aus aktiver Unterdrückung und gemeinnützigen Unternehmungen zusammensetzte. Bei dieser nach dem Prinzip von Zuckerbrot und Peitsche ausgeführten Strategie entschieden sich die meisten Taiwaner, abzuwarten und zu beobachten.

### Tapani-Zwischenfall

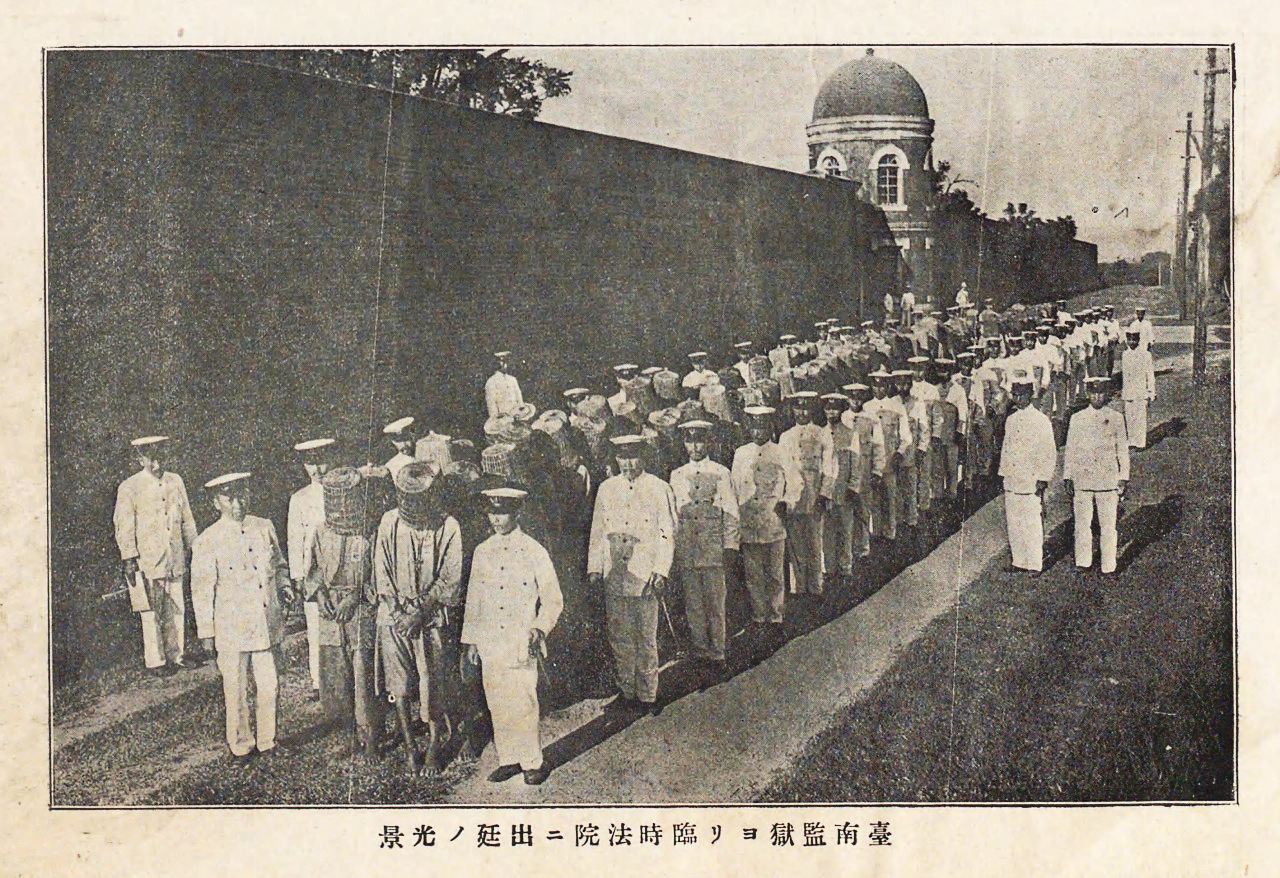
Gefangen genommene Aufständische im Tapani-Zwischenfall, 1915

Die dritte und letzte Phase des bewaffneten Widerstandes begann mit dem Beipu-Aufstand 1907. Zwischen diesem und dem Tapani-Zwischenfall von 1915 gab es dreizehn kleinere bewaffnete Erhebungen. In vielen Fällen wurden die Verschwörer entdeckt und arrestiert, bevor die geplanten Aufstände überhaupt stattfinden konnten. Von den dreizehn Aufständen fanden elf nach der Xinhai-Revolution von 1911 in China statt, vier waren direkt verbunden. Die Anführer vierer der Erhebungen forderten die Wiedervereinigung mit China, während sechs andere Aufstände die Installation ihrer Anführer als Herrscher über ein unabhängiges Taiwan anstrebten. In einem Fall konnten die Rädelsführer nicht entscheiden, welches Ziel verfolgt werden sollte. Die Pläne der Verschwörer der verbleibenden zwei Erhebungen sind unklar. Es wurde spekuliert, dass der Anstieg von Aufständen, die die Unabhängigkeit der Wiedervereinigung vorzogen, ein Resultat des Zusammenbruchs der Regierung der Qing-Dynastie in China war, der die Einwohner Taiwans der Regierung beraubte, mit der sie sich bis dahin gewöhnlich identifiziert hatten.

### Wushe-Zwischenfall

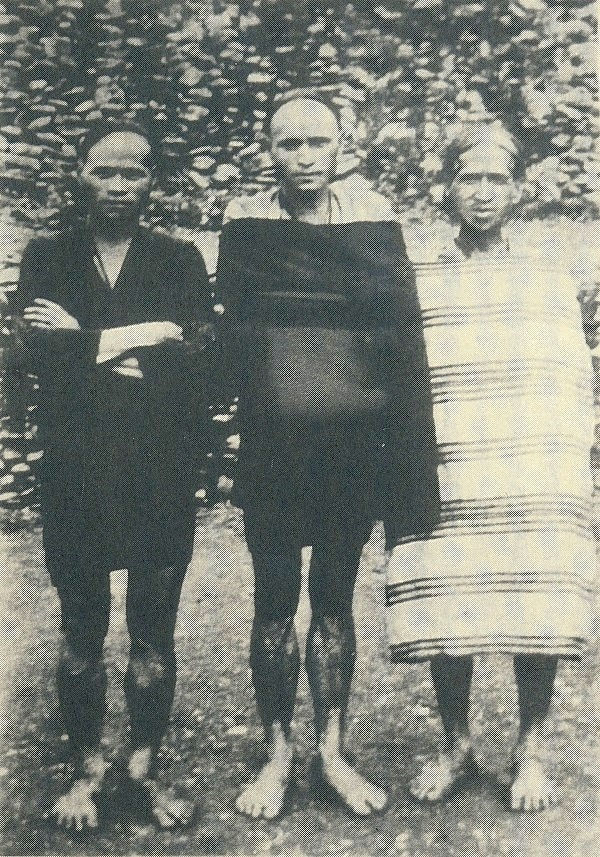
Mona Rudao (Mitte)

Der möglicherweise berühmteste aller anti-japanischen Aufstände ist der Wushe-Zwischenfall (Musha-Zwischenfall), der in der Region von Wushe (霧社, jap.: Musha) in der Präfektur Taichū (im heutigen Landkreis Nantou) stattfand. Am 27. Oktober 1930 griffen nach einem Zwischenfall, bei dem ein japanischer Polizeioffizier einen Stammesangehörigen beleidigte, über 300 Sediq unter Häuptling Mona Rudao japanische Ansässige in der Gegend an. Bei den nachfolgenden Gewalttätigkeiten wurden 134 Japaner und zwei Han-Taiwaner getötet, 215 Japaner wurden verletzt. Viele der Opfer nahmen an einem Sportfest der Wushe-Grundschule (霧社公学校 Musha kōgakkō) teil. Im Gegenzug ordnete der Generalgouverneur eine Strafexpedition an. In den zwei folgenden Monaten wurden die meisten Aufständischen entweder getötet oder begingen mit ihren Familien oder anderen Stammesmitgliedern Selbstmord. Mehrere Mitglieder der Regierung traten wegen des Zwischenfalls zurück, der der blutigste der Aufstände unter der japanischen Herrschaft war. Dieser Aufstand wurde in Warriors of the Rainbow: Seediq Bale filmisch verarbeitet.

## Wirtschaftliche und erzieherische Entwicklung

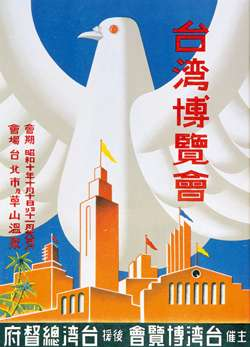
Plakat für die Taiwan-Ausstellung von 1935

Eines der wichtigsten Merkmale der japanischen Herrschaft in Taiwan waren die tiefgreifenden sozialen Veränderungen. Während sicherlich auch lokaler Aktivismus eine Rolle spielte, wurden die meisten sozialen, wirtschaftlichen und erzieherischen Änderungen in dieser Periode von Technokraten in der Kolonialregierung vorangetrieben. Mit dem Amt des Generalgouverneurs als primärer Triebkraft und neuen Immigranten aus Japan war die taiwanische Gesellschaft scharf zwischen den Herrschern und den Beherrschten getrennt.
Unter der konstanten Kontrolle der Kolonialregierung war die taiwanische Gesellschaft meist sehr stabil, abgesehen von einigen kleineren Zwischenfällen in den frühen Jahren. Während die Repressionstaktik durch das Gouverneursamt oft sehr drückend war, sahen Einheimische, die mit der Wirtschafts- und Erziehungspolitik der Regierung kooperierten, eine deutliche Verbesserung ihrer Lebensstandards. Als Resultat wuchs die Qualität der Lebensbedingungen der Einwohner in den fünfzig Jahren japanischer Herrschaft kontinuierlich.

### Wirtschaftlich
Taiwans Wirtschaft war unter der japanischen Herrschaft größtenteils eine normale Kolonialwirtschaft, was heißt, dass die menschlichen und natürlichen Ressourcen der Insel genutzt wurden, um die Entwicklung Japans zu unterstützen. Diese Politik begann unter Generalgouverneur Kodama und erreichte ihren Gipfel 1943, mitten im Zweiten Weltkrieg. Wesentliche Grundlage für die staatlichen Einnahmen wurden die Staatsmonopole. Seit 1898 bestand ein staatliches Monopol für die Produktion für Opium, und später kamen Monopole für Salz und Campher hinzu. Der aus dem Holz des Kampferbaums gewonnene Campher war ein wichtiges Exportgut und diente für medizinische Zwecke, als Ausgangsrohstoff für die Herstellung des frühen Kunststoffs Zelluloid sowie von rauchfreiem Schießpulver. In den Jahren 1910 bis 1916 produzierte Taiwan 56 % des weltweit gewonnenen Camphers und ab 1919 bestand ein staatliches Monopol für die Campherherstellung. 1905 kamen das Staatsmonopol für Tabak und 1922 das für Alkohol hinzu. Während des Krieges folgten die Monopole für die Standardisierung des Gewichtswesens und für Petroleum. Die Monopole wurde ab 1901 durch das Monopolamt beim Büro des Gouverneurs von Taiwan betrieben.
Von 1900 bis 1920 war die taiwanische Industrie von der Zuckerindustrie dominiert. Große Bedeutung hatte auch die Forstwirtschaft. Zur Erschließung der Holzressourcen wurden zahlreiche Kleinbahnen durch die japanische Kolonialverwaltung erbaut, die tief ins gebirgige Landesinnere führten und dem Abtransport der dort gewonnenen Edelhölzer dienten. Einige dieser Bahnen sind bis heute erhalten (Alishan-Waldbahn, Taipingshan-Waldbahn, Luodong-Waldbahn etc.).
Ab etwa 1920 bis 1930 wurde der Schwerpunkt auf den Reisanbau gelegt. In diesen Phasen war die hauptsächliche Wirtschaftspolitik des Gouverneursamts „Industrie für Japan, Landwirtschaft für Taiwan“. Nach 1930 schlug das Amt wegen Kriegsbedarfs eine Politik der Industrialisierung ein. Unter dem siebten Gouverneur Akashi Motojiro wurde ein großer Sumpf im zentralen Taiwan in einen riesigen Damm verwandelt, um ein hydraulisches Kraftwerk für die Industrialisierung zu errichten. Der Damm und seine Umgebung, heute weithin bekannt als Sonne-Mond-See (Nichigetsutan) wurden zu einer bedeutenden Sehenswürdigkeit für ausländische Touristen.
Obwohl der Hauptfokus in jeder dieser Perioden verschieden war, war das Hauptziel über die ganze Zeit hinweg, Taiwans Produktivität zu erhöhen, um die Nachfrage in Japan zu befriedigen, ein Ziel, das erfolgreich erfüllt wurde. Als Teil dieses Prozesses wurden neue Ideen, Werte und Konzepte in Taiwan eingeführt; außerdem wurden viele öffentliche Arbeitsprojekte initiiert, etwa Eisenbahnen, öffentliche Erziehung oder Telekommunikation. Als die Wirtschaft florierte, stabilisierte sich die Gesellschaft, die Politik wurde schrittweise liberalisiert und die Unterstützung im Volk für die Kolonialregierung wuchs. Taiwan diente deshalb als Modellkolonie für Japans Propaganda für die Kolonialbestrebungen in Asien, wie während der Taiwan-Ausstellung 1935 gezeigt wurde.

### Finanziell

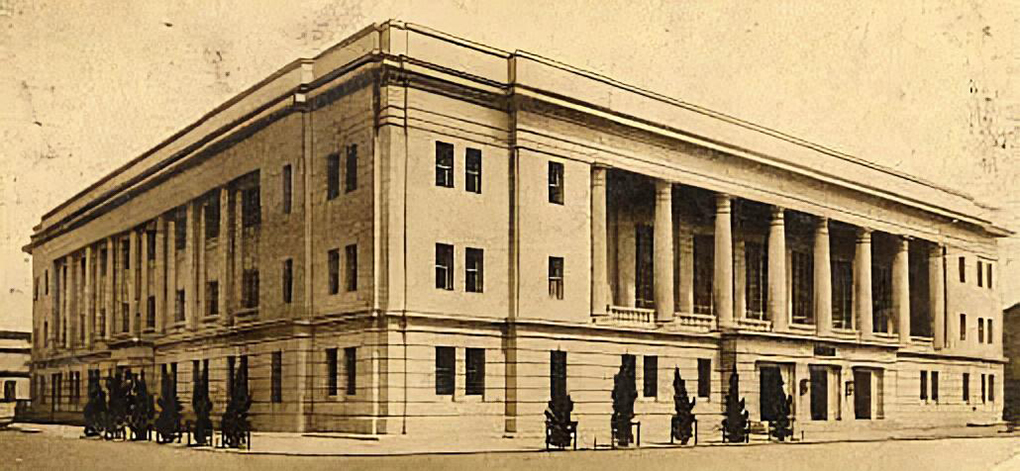
Bank von Taiwan – Gründung 1897, Taipeh

Kurz nach der Abtretung Taiwans an Japan öffnete im September 1895 eine kleine Filiale einer Bank aus Osaka in Keelung. Bis zum Juni des folgenden Jahres hatte der Generalgouverneur der Bank die Erlaubnis erteilt, das erste westliche Banksystem in Taiwan einzurichten.
Im März 1897 verabschiedete das japanische Parlament ein Gesetz, das die Gründung der Taiwan Ginkō veranlasste, die im September 1899 zu operieren begann. Zusätzlich zu den normalen Aufgaben einer Bank war die Bank von Taiwan auch verantwortlich für die Prägung der in Taiwan unter japanischer Herrschaft verwendeten Währung.
Um die finanzielle Stabilität zu bewahren, gründete das Amt des Generalgouverneurs mehrere weitere Banken, Genossenschaftsbanken und andere Finanzorganisationen mit dem Auftrag, bei der Kontrolle der Inflation zu helfen.

### Allgemeine Schulpflicht

Grundschule zur Zeit der japanischen Herrschaft

Als Teil des Langzeit-Regierungsziels, die anti-japanische Bewegung im Griff zu halten, wurde die öffentliche Erziehung ein wichtiger Mechanismus, um die Kontrolle und den interkulturellen Dialog zu erleichtern. Während weiterführende Schulen meist nur für Japaner zugänglich waren, waren die Auswirkungen der Grundschulbildung auf Taiwaner immens.
Am 14. Juli 1895 wurde Isawa Shūji zum ersten Erziehungsminister ernannt und schlug dem Generalgouverneur vor, die Schulpflicht für Grundschulkinder einzuführen – eine Politik, die zu dieser Zeit noch nicht einmal in Japan Einzug gehalten hatte. Das Gouverneursamt richtete in Taipeh als Experiment die erste Grundschule nach westlichem Vorbild ein (die heutige Shilin-Grundschule). Da die Resultate zufriedenstellend waren, befahl die Regierung 1896 die Einrichtung von vierzehn Sprachschulen, die später in öffentliche Schulen umgewandelt wurden. In dieser Zeit wurden die Schulen nach Ethnien getrennt geführt. Kōgakkō (公學校, öffentliche Schulen) wurden für taiwanische Kinder gegründet, während shōgakkō (小學校, Grundschulen) auf japanische Kinder beschränkt waren. In den Gebieten der indigenen Bevölkerung wurden auch für diese Schulen eingerichtet. Eine Kriterienliste für die Lehrerwahl wurde aufgestellt und mehrere Ausbildungsschulen für Lehrer wurden eingerichtet, etwa die Taihoku-Normalschule. Auch wurden weitgehend Japanern vorbehaltene weiterführende Schulen und Studienmöglichkeiten eingerichtet, etwa die Kaiserliche Universität Taihoku. Der Schwerpunkt der Ausbildung für die Einwohner der Insel lag auf der Berufsausbildung, um die Produktivität zu steigern.
Die Rassenschranken wurden schließlich im März 1941 aufgehoben, als alle Schulen bis auf einige Schulen für Indigene neu als kokumin gakkō (國民學校, nationale Schulen) eingeordnet wurden, die für alle Schüler offen waren, ungeachtet der ethnischen Zugehörigkeit. Die Schulpflicht bestand für Kinder zwischen acht und vierzehn Jahren. Die gelehrten Fächer schlossen sittliche Erziehung (修身, shūshin), Aufsatz (作文, sakubun), Lesen (讀書, dokusho), Schreiben (習字, shūji), Mathematik (算術, sansū), Singen (唱歌, shōka), und Sport (體操, taisō) ein.
Bis 1944 waren in Taiwan 944 Grundschulen entstanden, die Einschulungsraten von 71,3 % für Taiwaner, 86,4 % für Indigene und 99,6 % für Japaner erreichten. Als Resultat waren die Grundschulbesuchsraten in Taiwan die zweithöchsten in Asien, nur von Japan selbst übertroffen.

### Bevölkerung
Als Teil der nachdrücklich betriebenen Kontrolle Taiwans durch die Regierung führte das Gouverneursamt alle fünf Jahre detaillierte Volkszählungen durch, beginnend 1905. Die Statistiken zeigen eine Wachstumsrate der Bevölkerung von 0,988 % auf 2,835 % pro Jahr während der japanischen Herrschaft. 1905 hatte Taiwan etwa 3,03 Millionen Einwohner, 1940 waren es bereits 5,87 Millionen. Weitere sechs Jahre später betrug die Einwohnerzahl 6,09 Millionen.

## Entwicklungen im Transportwesen

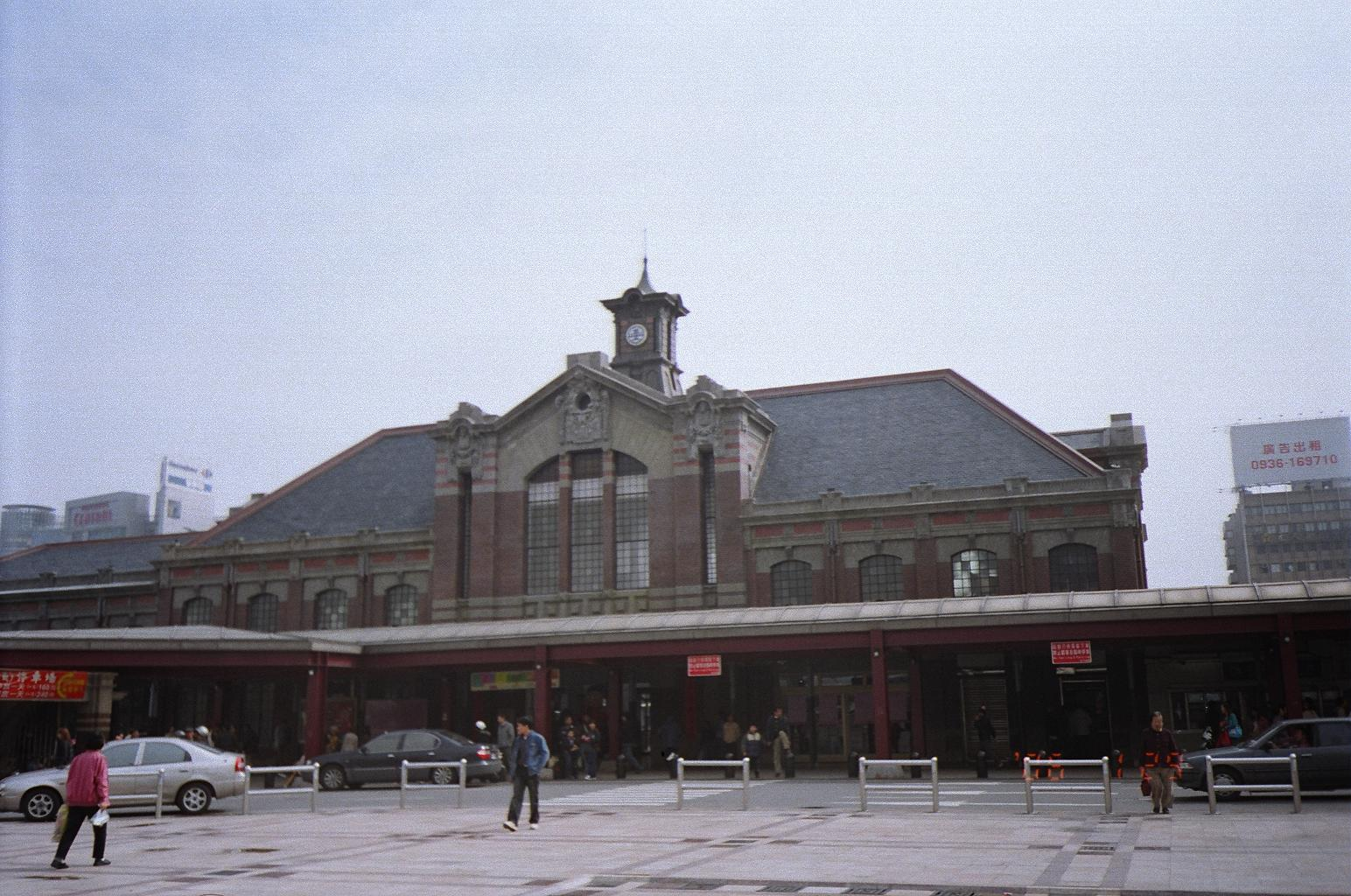
Der heutige Bahnhof von Taichung, ursprünglich 1917 als Taichū-eki (臺中驛) errichtet

Das Gouverneursamt führte auch mit Nachdruck die Modernisierung von Taiwans Transportsystem durch, was besonders Eisenbahnen und in beschränkterem Ausmaß auch Straßen einschloss. Daraus resultierte die Einrichtung von verlässlichen Transitverbindungen zwischen dem nördlichen und dem südlichen Ende der Insel, was das Bevölkerungswachstum weiter unterstützte.

### Eisenbahnen

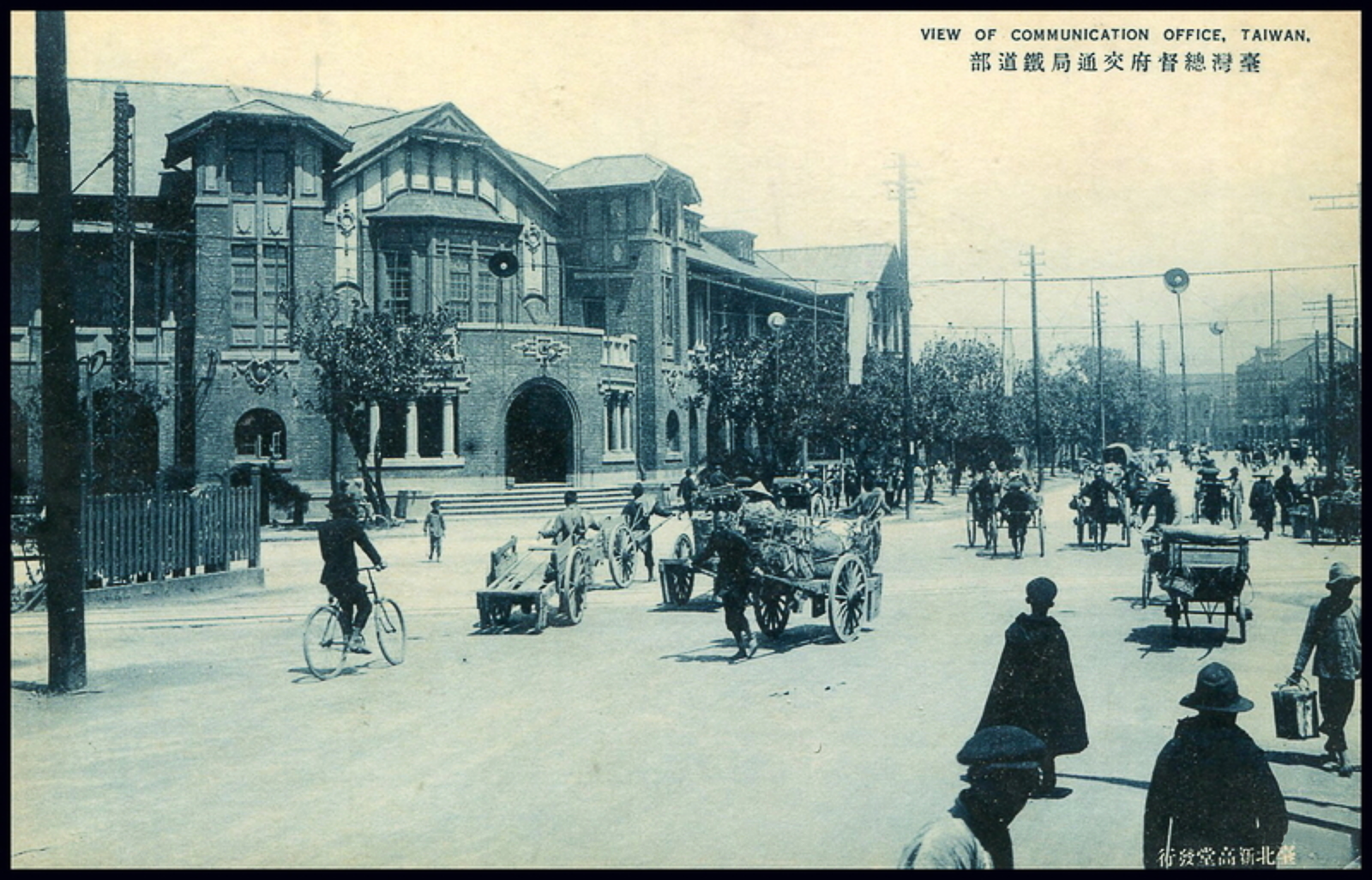
Gebäude des Eisenbahnministeriums

Das Eisenbahnministerium wurde am 8. November 1899 eingerichtet, womit eine Periode der schnellen Ausdehnung des Schienennetzwerkes der Insel begann. Der möglicherweise größte Erfolg dieser Ära war die Vervollständigung der Weststrecke im Jahr 1908, und damit die Verbindung der wichtigsten Städte im westlichen Korridor. Diese Strecke reduzierte die Reisezeit zwischen Nord- und Südtaiwan von mehreren Tagen auf einen einzigen Tag.
Weitere in dieser Zeit errichtete Strecken waren die Tansui-Strecke (淡水線, heute die Danshui-Strecke des MRT), die Giran-Strecke (宜蘭線, Yilan-Strecke), die Heitō-Strecke (屏東線, Pingtung-Strecke) und die Tōkō-Strecke (東港線, Donggang-Strecke). Auch wurden mehrere private Eisenbahnlinien wie die Zuckerbahn errichtet und in das staatseigene System eingebunden, ebenso wie Industriestrecken wie die Alishan-Waldbahn, Taipingshan-Waldbahn oder Luodong-Waldbahn. Weiter wurden Pläne für verschiedene Zusatzstrecken angefertigt, beispielsweise eine nördliche und südliche Verbindungslinie oder eine Trasse über die zentraltaiwanischen Berge. Diese Pläne jedoch wurden niemals realisiert, wegen technischer Schwierigkeiten und des Ausbruchs des Zweiten Weltkriegs.
Wie viele andere Regierungsämter war das Eisenbahnministerium von Technokraten geführt. Viele der damals konstruierten Eisenbahnstrecken werden noch heute genutzt.

### Autostraßen
Verglichen mit der rapiden Entwicklung des Eisenbahnnetzes bekam das Straßensystem deutlich weniger Aufmerksamkeit. Angesichts des steigenden Wettbewerbs durch motorisierte Fahrzeuge begann das Eisenbahnministerium jedoch, parallel zu Eisenbahnlinien verlaufende Straßen zu kaufen oder zu konfiszieren.
In städtischen Gebieten waren Busdienste verfügbar, doch da die taiwanischen Städte damals sehr klein waren, blieben die Busse stets nur zweitrangig hinter den Eisenbahnen. Die meisten Busrouten hatten die lokalen Bahnhöfe als Zentren.

## Sozialpolitik

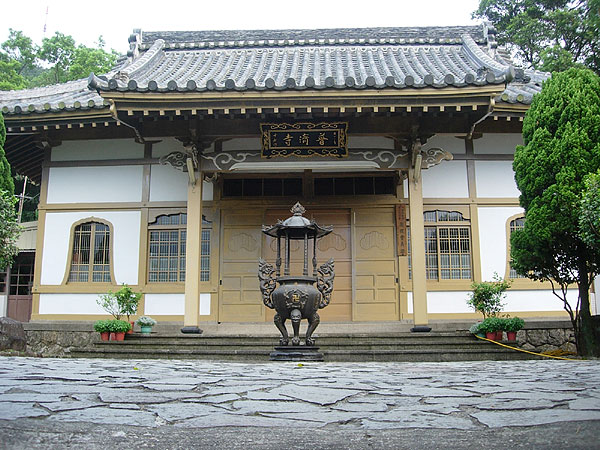
Der alte Puji-Tempel (普濟寺) in Beitou, Taipeh. Errichtet unter japanischer Herrschaft

Während die von Gotō unterstützte Idee einer speziellen Regierungsform die meisten von der Kolonialregierung getroffenen politischen Entscheidungen beeinflusste, blieb das ultimative Ziel die Modernisierung. Mit diesen Idealen wollte die Kolonialregierung gemeinsam mit gesellschaftlichen Vereinen Druck auf die taiwanische Gesellschaft ausüben, sich allmählich zu modernisieren. Diese Anstrengungen zielten hauptsächlich auf die sogenannten „Drei schlechten Angewohnheiten“ ab.

### „Die drei schlechten Angewohnheiten“
Die „Drei schlechten Angewohnheiten“ (三大陋習) wurden vom Gouverneursamt als archaisch und ungesund angesehen. Diese drei althergebrachten Bräuche waren der Gebrauch von Opium, das Füßebinden und das Tragen von Zöpfen. Ganz wie auf dem chinesischen Festland war im 19. Jahrhundert auch in Taiwan die Opiumsucht ein ernstes soziales Problem; einige Statistiken behaupten, dass über die Hälfte der chinesischen Bevölkerung auf Taiwan Konsumenten der Droge waren. Auch die vorsätzliche Entstellung der weiblichen Füße durch Einbinden und Knochenbrechen und das Tragen von Zöpfen bei Männern waren in dieser Zeit in China und in Taiwan gebräuchlich.

#### Opium
Kurz nach dem Erwerb Taiwans im Jahre 1895 ordnete der damalige Premierminister Itō Hirobumi an, dass Opium in Taiwan so bald wie möglich verboten werden sollte. Wegen der Durchziehung der taiwanischen Gesellschaft von der Opiumsucht zu dieser Zeit und den sozialen und ökonomischen Problemen, die das totale Verbot verursachte, wurde die anfängliche harte Linie nach wenigen Jahren jedoch gelockert. Am 21. Januar 1897 erließ das Gouverneursamt ein Opiumgesetz für Taiwan, das der Regierung das Monopol auf den Opiumhandel zusicherte und den Verkauf von Opium auf die Besitzer von Regierungslizenzen beschränkte. Das Endziel war dabei die endgültige Ausrottung der Sucht auf Taiwan. Die Zahl der Opiumsüchtigen in Taiwan sank schnell von einigen Millionen auf 169.064 im Jahre 1900 (6,3 % der Bevölkerung) und 45.832 (1,3 % der Bevölkerung) im Jahre 1921. Dennoch waren die Zahlen noch immer höher als in den Nationen, in denen Opium vollständig verboten war. Es wird generell angenommen, dass der durch ein staatliches Drogenmonopol erreichbare Profit ein wichtiger Faktor für die Unlust des Gouverneursamts war, Opium komplett zu verbieten.
1921 beschuldigte die Taiwanische Volkspartei die Kolonialregierung vor dem Völkerbund, der Sucht von über 40.000 Personen gleichgültig gegenüberzustehen und vom Opiumverkauf zu profitieren. Um eine Kontroverse zu vermeiden, erließ das Amt des Generalgouverneurs am 28. Dezember ein neues Opiumgesetz für Taiwan und gab am 8. Januar des folgenden Jahres die Details bekannt. Mit den neuen Gesetzen wurde die Anzahl der Opiumgenehmigungen reduziert, in Taipeh eine Rehabilitationsklinik eröffnet und eine gezielte Anti-Drogen-Kampagne gestartet.

#### Füßebinden
Das Füßebinden war im China der Ming- und der Qing-Dynastie ein Modebrauch. Die Füße junger Mädchen, gewöhnlich etwa im Alter von sechs Jahren, doch oft auch jünger, wurden in enge Bandagen eingewickelt, so dass sie nicht normal wachsen konnten, brachen und mit dem Erreichen des Erwachsenenalters deformiert und verkrüppelt waren. Die Füße blieben klein und anfällig für Infektionen, Lähmungen und muskuläre Atrophien. Während solche Füße von manchen für ein Schönheitsideal gehalten wurden, bezeichneten andere diese Praxis als archaisch und barbarisch. Gemeinsam mit Gemeindevorsitzenden lancierte das Gouverneursamt 1901 eine Anti-Lotusfuß-Kampagne. Offiziell verboten wurde der Brauch 1915; Gesetzesübertreten wurden schwer bestraft. Danach starb das Füßebinden in Taiwan bald aus.

#### Zopf
Den Zöpfen schenkte das Gouverneursamt vergleichsweise wenig Aufmerksamkeit. Während soziale Kampagnen gegen das Tragen von Zöpfen gestartet wurden, wurden diesem Brauch keine Gesetze oder Erlasse gewidmet. Nach dem Fall der Qing-Dynastie im Jahre 1911 wurde der Zöpfe-Zwang auch in China abgeschafft.

### Stadtplanung
Zu Beginn konzentrierte sich das Amt des Generalgouverneurs auf dringende Bedürfnisse wie sanitäre Einrichtungen und militärische Befestigungsanlagen. Pläne für die Stadtentwicklung wurden erstmals 1899 erstellt; diese Pläne verliefen nach einem Fünfjahresentwicklungsplan für die meisten mittleren und größeren Städte. Der Schwerpunkt der ersten Phase der Stadtsanierung lag auf dem Bau und der Verbesserung der Straßen. In Taihoku (Taipei) wurden die alten Stadtmauern abgerissen, an ihrer Stelle wurde das neue Seimonchō-Gebiet (西門町, heute Ximending) für neue japanische Einwanderer entwickelt.
Die zweite Phase der Stadtentwicklung begann 1901 und konzentrierte sich auf die Gebiete um die Süd- und Osttore Taihokus und die Gebiete rund um den Bahnhof in Taichū (Taichung). Hauptziele für die Sanierung schlossen Straßen und Bewässerungssysteme ein, alles als Vorbereitung für die Ankunft weiterer japanischer Einwanderer.
Eine weitere Phase begann im August 1905 und schloss auch Tainan ein. Bis 1917 fanden Sanierungsprojekte in über siebzig Städten in ganz Taiwan statt. Viele der damals ausgegebenen Pläne werden im heutigen Taiwan noch immer genutzt.

### Öffentliche Gesundheitspflege
In den frühen Jahren der japanischen Herrschaft ordnete das Gouverneursamt den Bau von öffentlichen Kliniken in ganz Taiwan an und holte Ärzte aus Japan, um die Verbreitung von Infektionskrankheiten zu bremsen. Das Unternehmen war erfolgreich und eliminierte Krankheiten wie Malaria, Pest und Tuberkulose von der Insel. Das Gesundheitssystem in den Jahren der japanischen Herrschaft war eher durch kleine Lokalkliniken als durch größere Zentralhospitäler dominiert, eine Situation, die in Taiwan bis in die Achtzigerjahre des 20. Jahrhunderts gleich blieb.
Das Amt des Gouverneurs unternahm große Anstrengungen bei der Entwicklung eines effektiven Abwasserentsorgungssystems für Taiwan. Britische Experten wurden eingestellt, um Gullys und Abwassersysteme zu entwerfen. Auch die Erweiterung von Straßen und Gehsteigen, die Einführung von Bauvorschriften, die Fenster und damit einen Luftaustausch verlangten, und Quarantäne von Kranken halfen die allgemeine Gesundheit zu steigern.
Auch in Schulen und in der Strafverfolgung wurde die Gesundheitserziehung immer wichtiger. Die Kaiserliche Universität Taihoku richtete ein Forschungszentrum für Tropenkrankheiten und Ausbildungsmöglichkeiten für Krankenschwestern ein.

### Ureinwohner

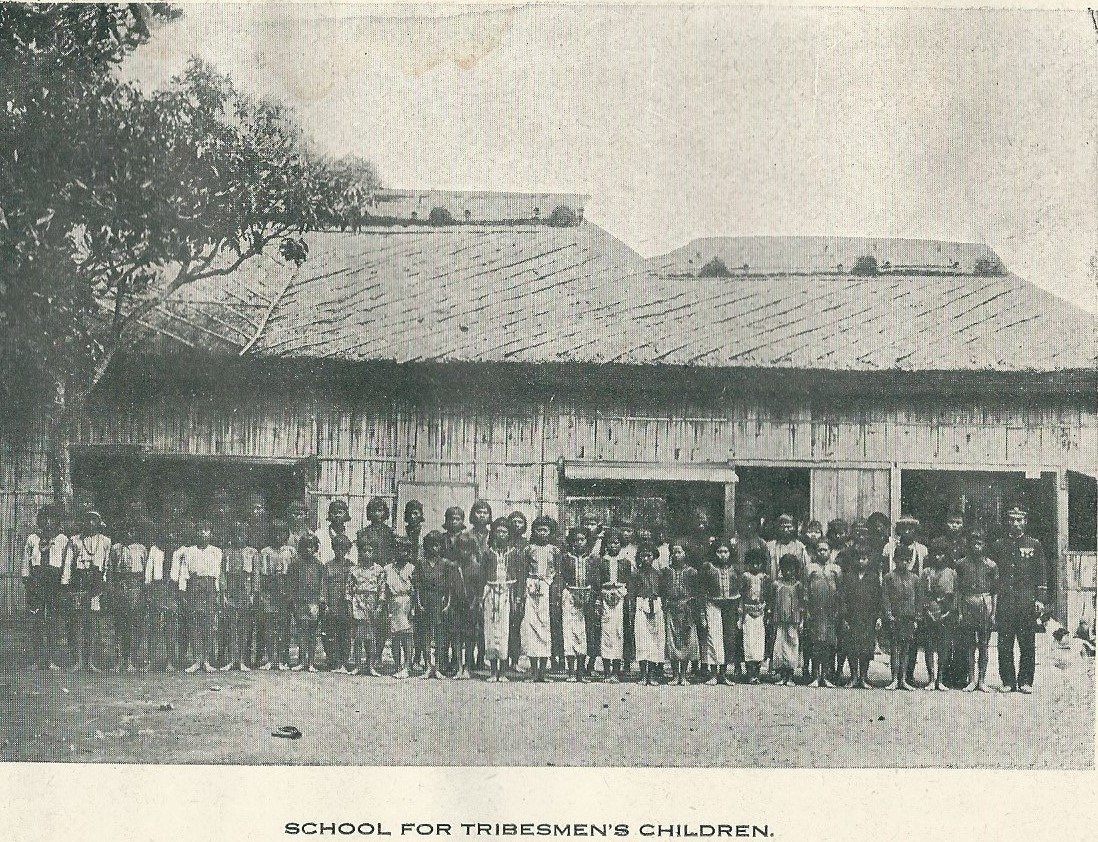
Schüler einer Schule für taiwanische Ureinwohner um 1926

Laut der Bevölkerungszählung von 1905 lebten in Taiwan zu jener Zeit 450.000 Ureinwohner der Ebenen (15,3 % der Gesamtbevölkerung), fast völlig an die Han-Chinesische Gesellschaft angepasst, und über 300.000 Bergbewohner (12,0 % der Gesamtbevölkerung). Die japanische „Eingeborenenpolitik“ konzentrierte sich vor allem auf die unangepassten Bergstämme, auf Japanisch als Takasago-zoku (高砂族, „Taiwan-Stämme“) bezeichnet.
Die indigenen Gruppen waren veränderten Versionen des japanischen Straf- und Zivilgesetzes unterworfen. Das Ziel der Kolonialregierung war, wie beim Rest der Inselbewohner, die Aufnahme der Ureinwohner in die japanische Gesellschaft. Dieses Ziel sollte durch eine Doppelpolitik aus Unterdrückung und Erziehung erreicht werden. Die japanische Erziehung der ursprünglichen Bevölkerung Taiwans zahlte sich vor allem während des Zweiten Weltkriegs aus, als die Ureinwohner Taiwans die wagemutigsten Soldaten stellten, die das Kaiserreich jemals hervorgebracht hatte. Ihre legendäre Courage wird heute noch von japanischen Veteranen gefeiert. Viele von ihnen würden sagen, sie verdankten ihr Überleben den Takasago-hei (高砂兵, „Taiwan-Soldaten“).

### Religion

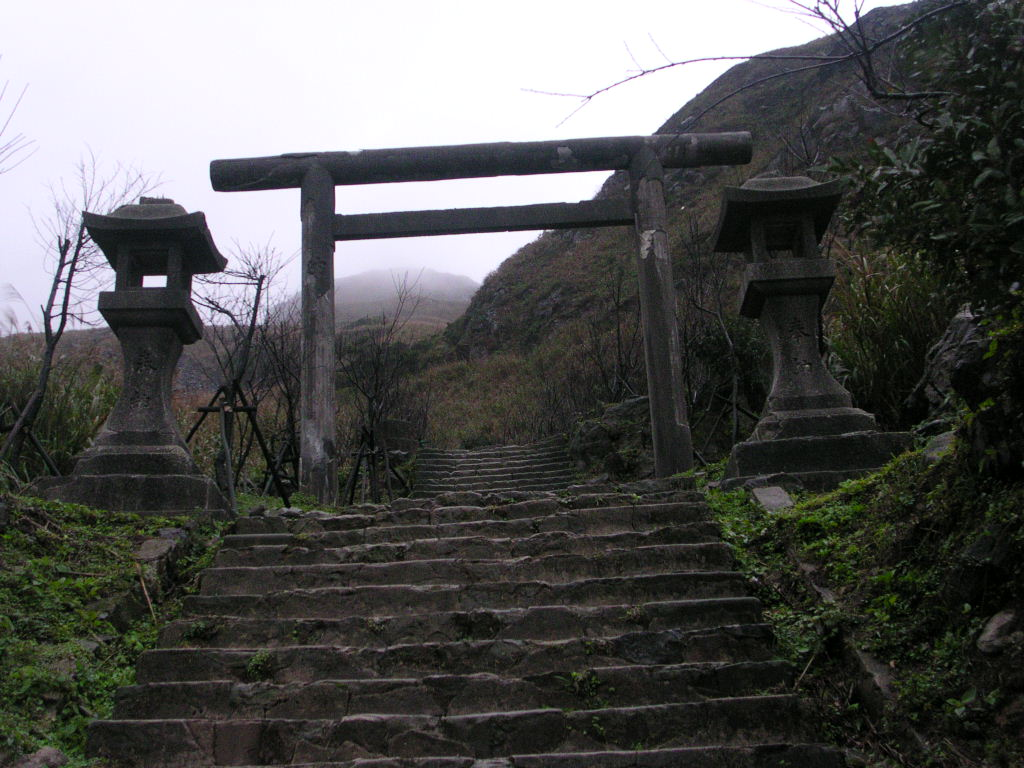
Die heutigen Überreste des Ōgon-Schreins (黃金神社), einem in Jinguashih (金瓜石), Landkreis Taipeh, gelegenen Shintō-Schreins

Während des größten Teils der japanischen Kolonialherrschaft beschloss das Gouverneursamt, die existierende buddhistische Religion in Taiwan mehr zu fördern als den Shintō. Man glaubte, dass eine richtig genutzte Religion die Angleichung der Taiwaner an die japanische Gesellschaft beschleunigen könnte.
Unter diesen Umständen wurden die existierenden buddhistischen Tempel in Taiwan ausgebaut und angepasst, um japanische Elemente der Religion aufzunehmen; etwa die Anbetung des Kshitigarbha, die zu dieser Zeit in Japan populär war, nicht jedoch in Taiwan. Auch errichteten die Japaner zahlreiche neue Tempel in ganz Taiwan, von denen viele Elemente des Daoismus und des Konfuzianismus kombinierten, eine Mischung, die noch heute in Taiwan existiert.
Im Jahre 1937 begann die Regierung mit dem Beginn der Kōminka-Bewegung, den Shintō wieder stärker zu unterstützen und andere Religionen bis zu einem gewissen Grad einzuschränken.

## Kultur
Nach 1915 schlief der bewaffnete Widerstand gegen die japanische Besetzung weitestgehend ein. Stattdessen wurden spontane soziale Bewegungen populär. Das taiwanische Volk organisierte verschiedene moderne politische, kulturelle und soziale Vereine und nahm politisches Bewusstsein an. Dies motivierte sie, nach Zielen zu eifern, die häufig von sozialen Bewegungen aufgegriffen wurden. Diese Bewegungen strebten nach gesellschaftlichen Verbesserungen.
Neben der taiwanischen Literatur, die mit den sozialen Bewegungen dieser Zeit verbunden war, war der von Taiwan am erfolgreichsten aufgenommene Aspekt der westlichen Kultur die Kunst. Viele berühmte Kunstwerke stammen aus dieser Periode.
Zum ersten Mal während dieser Periode setzte sich in Taiwan die von Filmen, Volksmusik und Puppentheater dominierte Volkskultur durch.

### Literatur

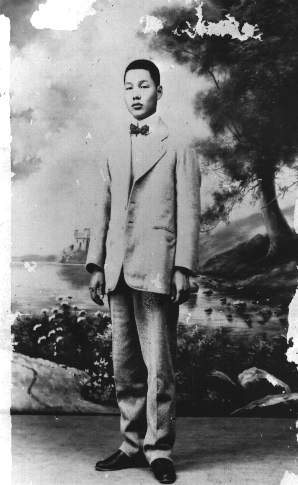
Lai He, der Vater der neuen Literatur in Taiwan

### Westliche Kunst

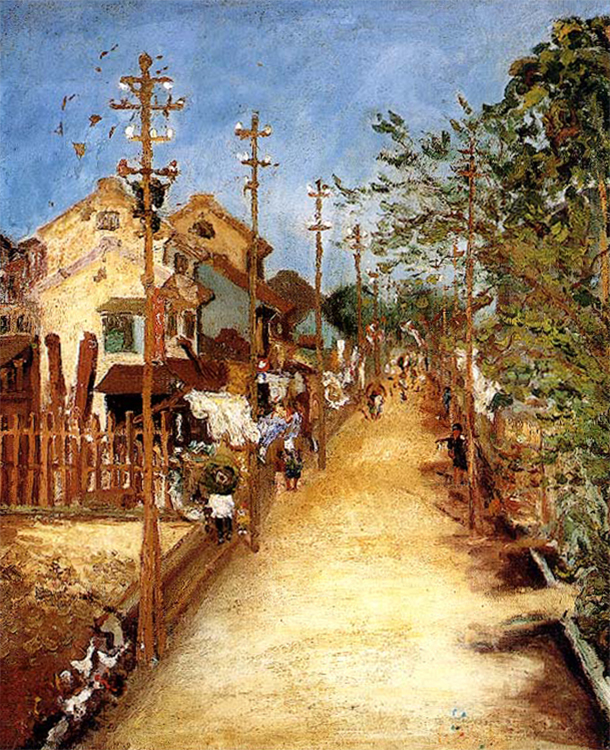
Am Stadtrand von Jiayi/ Chen Chengpo/ 1926/ Auf Leinwand gemalt/ 64 × 53 cm/ Teil der siebten Kaiserlichen Ausstellung

Während der Herrschaft der Qing-Dynastie existierte das Konzept der westlichen Kunst in Taiwan nicht. Malerei war keine hochangesehene Beschäftigung, und sogar die chinesische Landschaftsmalerei war kaum entwickelt. Als die Japaner Taiwan 1895 übernahmen, brachten sie ein neues Erziehungssystem mit, das eine Ausbildung in japanischer und westlicher Kunst einschloss. Dies legte nicht nur den Grundstein für die spätere Anerkennung der Kunst in Taiwan, sondern produzierte auch verschiedene berühmte Künstler. Der Maler und Lehrer Ishikawa Kinichiro trug immens zur Planung der Ausbildung neuer Kunstlehrer bei. Er unterrichtete auch selbst Schüler und ermutigte diese, selbst nach Japan zu reisen und ausgeklügeltere Kunsttechniken zu lernen.
1926 stellte ein taiwanischer Student in Japan namens Chen Chengpo ein Werk mit dem Namen Am Stadtrand von Jiayi vor (siehe Bild). Sein Werk wurde ausgewählt, auf der siebten Kaiserlich-Japanischen Ausstellung präsentiert zu werden. Damit war es das erste Kunstwerk eines taiwanischen Künstlers im westlichen Stil, das in eine japanische Ausstellung aufgenommen wurde. Viele weitere Werke wurden in der Folge auf den Kaiserlich-Japanischen und anderen Ausstellungen gezeigt. Diese Erfolge machten es für die Künste einfacher, sich in Taiwan zu verbreiten. Ironischerweise wurde der von den Japanern geschätzte Chen nach dem Zwischenfall vom 28. Februar 1947 von den Chinesen ohne Gerichtsverhandlung exekutiert, da er ein „Bandit“ sei.
Was die Künste in Taiwan wirklich aufbaute, war die Einführung von offiziellen japanischen Ausstellungen in Taiwan. 1927 richtete der Gouverneur von Taiwan gemeinsam mit den Künstlern Ishikawa Kinichiro, Shiotsuki Tōho und Kinoshita Shizukishi die Taiwanische Kunstausstellung ein. Diese Ausstellung wurde zwischen 1938 und 1945 sechzehn Mal abgehalten. Sie zog die erste Generation von taiwanischen Künstlern mit westlichem Stil heran.

### Film

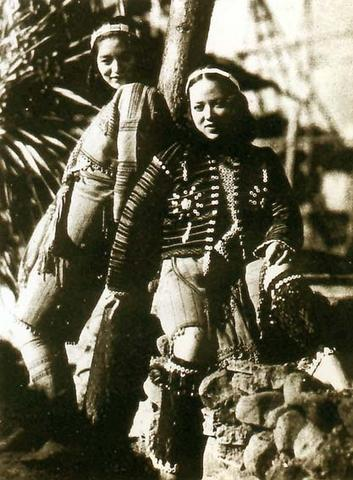
Sayons Glocke, ein in dieser Zeit in Taiwan produzierter japanischer Film

Zwischen 1901 und 1937 wurde der taiwanische Film stark vom japanischen Film beeinflusst. Wegen Taiwans Status als japanische Kolonie wurden die Traditionen des japanischen Films von taiwanischen Regisseuren weitgehend akzeptiert. Der erste taiwanische Film war ein im Februar 1907 von Takamatsu Toyojiro produzierter Dokumentarfilm – mit einer Gruppe von Fotografen, die durch verschiedene Gebiete in Taiwan reiste. Ihre Produktion wurde „Beschreibung von Taiwan“ genannt und präsentierte Themen wie Stadtbau, Elektrizität, Landwirtschaft, Industrie, Bergbau, Eisenbahn, Erziehung, Landschaften und Traditionen. Das erste von Taiwanern produzierte Filmdrama war „Wessen Fehler?“ von 1925, das von der Gesellschaft für taiwanische Filmforschung produziert wurde. Andere Filmtypen, etwa erzieherische Filme, Wochenschauen und Propaganda, halfen auch, die Hauptrichtung der lokalen Filme bis zur Niederlage Japans 1945 zu prägen. Der Film Sayons Glocke, der ein indigenes Mädchen porträtiert, das Japanern hilft, war eine symbolische Produktion, die diese Filmtypen repräsentiert.
1908 siedelte sich Takamatsu Toyojiro in Taiwan an und begann, Kinos in den wichtigsten Städten aufzubauen. Auch unterzeichnete Takamatsu Verträge mit zahlreichen japanischen und ausländischen Filmgesellschaften und begründete die Herstellung von Filmen in Filmstudios. 1924 importierten taiwanische Kinos fortgeschrittene Zwischentiteltechnik aus Japan und die Bedeutung von Kinos wuchs. Im Oktober 1935 wurde eine Feier des fünfzigsten Jahrestages der japanischen Inbesitznahme abgehalten, im Jahr danach wurden Taipeh und Fukuoka durch eine Luftlinie verbunden. Diese beiden Ereignisse führten das Kino in Taiwan in sein goldenes Zeitalter.

### Unterhaltungsmusik
Die Unterhaltungsmusik kam in Taiwan in den 1930er-Jahren auf. Obwohl veröffentlichte Aufnahmen bereits vor dieser Zeit existierten, waren die Qualität und die Beliebtheit der meisten nur sehr beschränkt. Die Ursache war hauptsächlich, dass die Lieder damals etwas von der traditionellen Musik wie etwa der Volksmusik oder auch der Taiwan-Oper abwichen. Dank der schnellen Entwicklung von Kino und Rundfunk während der Dreißigerjahre begannen jedoch Lieder zu erscheinen, die sich von den traditionellen Einflüssen entfernt hatten und schnell verbreitet wurden.
Der erste echte „Gassenhauer“ in Taiwan ging Hand in Hand mit dem chinesischen Film Pfirsichblüten weinen Tränen aus Blut (Tao hua qi xie ji) von Bu Wancang. Der von der Lianhua-Filmgesellschaft produzierte Film, in dem die jungen Stars Ruan Lingyu und Jin Yan in den Hauptrollen auftraten, kam 1932 in taiwanische Kinos. In der Hoffnung, mehr taiwanische Besucher anzuziehen, beauftragten die Hersteller die Komponisten Zhan Tianma und Wang Yunfeng, ein Lied mit dem gleichen Titel zu entwickeln. Der daraus entstehende Song war ein großer Hit und erreichte Rekordverkaufszahlen. Seitdem begann sich die Unterhaltungsmusik mithilfe des Kinos zu entfalten.

### Puppentheater

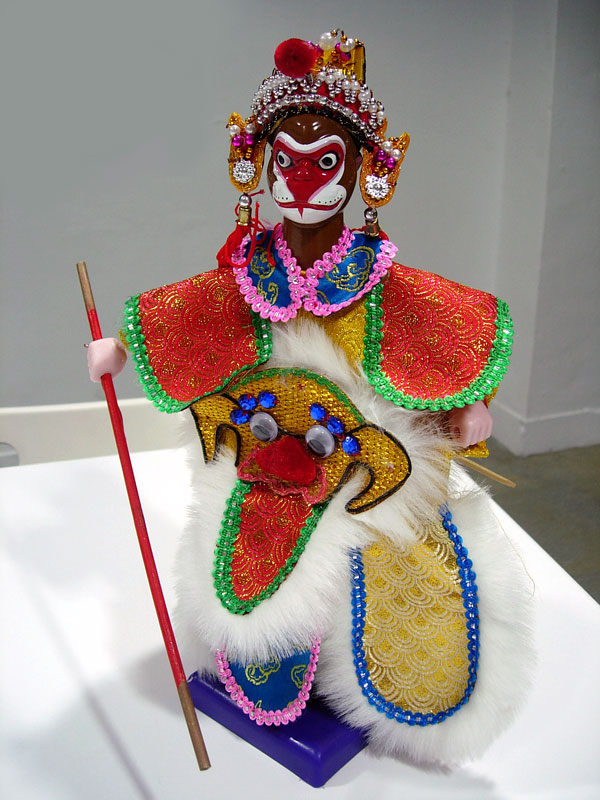
Wichtige kulturelle Unterhaltung: das Puppentheater

Während der Fünfzigerjahre des 18. Jahrhunderts kamen viele Min Nan sprechende Immigranten nach Taiwan und brachten das Puppentheater mit. Die Geschichten basierten hauptsächlich auf klassischen Büchern und Bühnendramen und waren sehr raffiniert. Die Kunst lag in der Komplexität der Puppenbewegungen. Die musikalische Begleitung bestand generell aus Nanguan- oder Beiguan-Musik, wobei Nanguan die früheste Form von Puppentheater in Taiwan war. Obwohl diese Art von Puppentheater aus der Mode kam, kann sie bei einigen Truppen rund um Taipeh noch immer angetroffen werden.
Während der Zwanzigerjahre entwickelte sich langsam das Wuxia-Puppentheater. Der größte Unterschied zwischen dem traditionellen Theater und dem Wuxia-Theater sind die Geschichten. Beim Letzteren basierten die Handlungen auf neuen, populären Wuxianovellen und die Vorstellungen waren fokussiert auf die alleinige Darstellung von martialischen Künsten mit den Puppen. Die repräsentativen Gestalten dieser Ära waren Huang Haidai von Wuzhouyuan und Zhong Renxiang von Xinyige. Dieses Puppengenre begann seine Entwicklung in den Städten Xiluo und Huwei in Yunlin und wurde im südlichen Zentraltaiwan populär. Huang Haidais Puppentheater wurde auf Min Nan erzählt und enthielt unter anderem Gedichte, Geschichte und Reime. Die Vorstellungen waren mit Beiguan-, Nanguan-, Luantan-, Zhengyin-, Gezai- und Chaodiaomusik unterlegt.
Ab den 1930er-Jahren beeinträchtigte die Japanisationspolitik das Puppentheater. Die herkömmliche Beiguanmusik wurde verboten und durch westliche Musik ersetzt. Die Kostüme und Puppen waren eine Mischung aus japanischem und chinesischem Stil. Die Schauspiele beinhalteten häufig japanische Geschichten wie etwa Mito kōmon, wobei die Puppen japanische Kleidung trugen. Vorstellungen wurden auf Japanisch gezeigt. Diese neue Sprach- und Kulturbarriere reduzierte die öffentliche Akzeptanz, führte aber Techniken ein, die darauf das spätere Goldlicht-Puppentheater beeinflussten, beispielsweise Musik und Bühnenbilder.
Während dieser Zeit beinhaltete die Welt des Puppentheaters in Südtaiwan die Fünf Großen Säulen und die Vier Großen Berühmtheiten. Die „Fünf Großen Säulen“ beziehen sich auf Huang Haidai, Zhong Renxiang, Huang Tianquan, Hu Jinzhu und Lu Chongyi; mit den „Vier Großen Berühmtheiten“ sind Huang Tianchuan, Lu Chongyi, Li Tuyuan und Zheng Chuanming gemeint.

### Baseball
Auch das Baseball-Spiel wurde von den Japanern nach Taiwan gebracht. Es gab sowohl in Grundschulen als auch in öffentlichen Schulen Baseballteams. Die Entwicklung des Spiels in Taiwan fand ihren Höhepunkt im Kagi-Nōrin-Baseballteam (Landwirtschafts- und Forstschule), das den zweiten Platz im japanischen Kōshien Daisai (Nationale Baseballspiele der weiterführenden Schulen) belegte. Die Japaner bauten auch Baseballplätze in Taiwan, etwa das Tainan-Stadion. Bis heute ist Baseball eine der populärsten Sportarten in Taiwan.

## Sonstiges
- Einer Umfrage aus dem Jahr 2010 zufolge bezeichneten die meisten befragten Taiwaner (52 %) Japan als ihre „Lieblingsnation im Ausland“.[8]